# Histoire LGBT aux États-Unis
Pour un article plus général, voir LGBT aux États-Unis.
L'histoire des LGBT aux États-Unis est jusqu'au XXe siècle l'histoire de personnes qui souvent ne peuvent vivre leur orientation sexuelle qu'en cachette, en raison de menaces de poursuites judiciaires, de mépris social et de discrimination. En raison de ce caractère caché, pour lequel se fixe en anglais l'expression in the closet, « dans le placard », la recherche historique est confrontée à un manque de sources très important. Jusqu'à la seconde moitié du XXe siècle, la vie des femmes homosexuelles est tout particulièrement mal documentée. À côté de cela, il existe des niches sous-culturelles, dans lesquelles les homosexuels peuvent tout à fait mener leur propre mode de vie, et ceci, avec des témoignages, dès le début du XXe siècle. Comme dans beaucoup d'autres pays, l'appréhension culturelle de l'homosexualité change au cours de l'histoire de « péché », puis « crime », « maladie » jusqu'à « donnée naturelle ».
En raison de la structure fédérale des États-Unis, chaque État possédant ses propres lois pénales, la décriminalisation des conduites homosexuelles s'accomplit en un grand nombre d'étapes indépendantes. L'Illinois est, en 1962, le premier État qui abolit sa loi contre les perversions sexuelles (sodomy), parmi lesquelles est comptée l'homosexualité. Jusqu'en 2003, le nombre d'États où l'homosexualité est condamnée décroît. L'évolution socioculturelle suit de loin l'évolution des lois. La mise à égalité des homosexuels fait partie de la libération générale de la sexualité des traditions culturelles, qui perdent au XXe siècle de plus en plus d'importance et s'effacent devant le concept d'autonomie sexuelle. Aux États-Unis, l'émancipation des homosexuels commence au lendemain de la Seconde Guerre mondiale, avec les études Le Comportement sexuel de l'homme (Sexual Behavior in the Human Male, 1948, réédité en 1998) et Le Comportement sexuel de la femme (Sexual Behavior in the Human Female, 1953, réédité en 1998) d'Alfred Kinsey. La fondation de la Mattachine Society (1950) et la participation ultérieure de militants homosexuels au mouvement afro-américain des droits civiques (1955-1968), avant les émeutes de Stonewall (1969), constituent des étapes notables. Il s'ensuit la fondation d'organisations de combat — notamment le Gay Liberation Front (Front de libération des homosexuels) — et l'élimination de l'homosexualité du catalogue de maladies (DSM) de l'American Psychiatric Association (Association américaine de psychiatrie) en 1973.
La réorientation du mouvement homosexuel pendant la crise du sida à partir de 1981, l'incorporation de minorités comme les personnes transgenres depuis les années 1990 et la bataille politique pour le mariage entre personnes de même sexe, au début du XXIe siècle, remportée par l'arrêt Obergefell v. Hodges de la Cour suprême des États-Unis (2015), constituent les importants faits récents. En 2020, Richard Grenell devient le premier membre du cabinet présidentiel ouvertement homosexuel, à la suite de sa nomination à la fonction de directeur du renseignement national par intérim par Donald Trump, avant que la Cour suprême ne rende l'arrêt Bostock v. Clayton County, Georgia, estimant qu'un licenciement sur la base de l'orientation ou identité sexuelle viole le Civil Rights Act de 1964.

## Homosexualité et transidentité dans les cultures amérindiennes

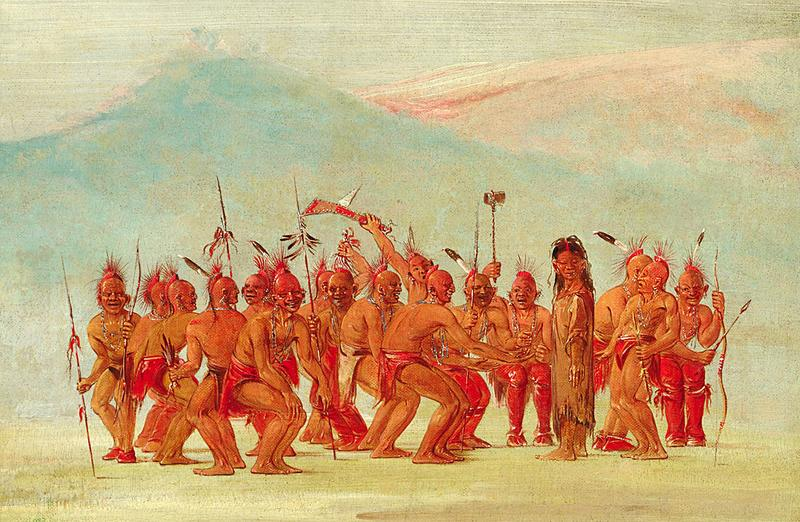
Dance to the Berdache (danse pour le berdache), dessin de George Catlin (1796-1872).

Plus de 130 tribus amérindiennes différentes ont possédé une catégorie spéciale pour des hommes qui s'habillaient en femme, faisaient du travail de femme, comme le tressage de paniers et la poterie, avaient des rapports sexuels avec les hommes, et possédaient au sein de la communauté une fonction spirituelle spéciale. Ces hommes nommés berdaches, n'étaient pas classés comme homosexuels, mais mis dans un troisième ou un quatrième genre, dont la singularité était d'héberger deux esprits dans un même corps. Parmi les premiers Blancs qui les observent et les décrivent sur le territoire des futurs États-Unis, on compte des missionnaires et des explorateurs, comme Álvar Núñez Cabeza de Vaca, Jacques Marquette, Pierre Liette et Pierre-François-Xavier de Charlevoix. Même des Blancs aux intérêts ethnologiques comme l'artiste George Catlin, qui observe, décrit et peint les berdaches dans les années 1830, préconisent leur éradication. Bien que des individus se désignent comme des berdaches encore aujourd'hui, dans le cadre de la résurrection des cultures amérindiennes, cette part de la culture amérindienne a très largement disparu sous l'effet de l'assujettissement aux Européens,,.

## Époque coloniale
Du début de la colonisation européenne de l’Amérique du Nord jusque vers la fin du XXe siècle, la perception de l'homosexualité est forgée sur la tradition biblique chrétienne qui considère ce phénomène comme inséparable de la culpabilité de Sodome et Gomorrhe. Cette tradition n'est pas en phase avec le récit biblique qui n'a jamais indiqué de lien entre la destruction des villes de Sodome et Gomorrhe et l'homosexualité. Le nom « sodomie » a été attribué à la pénétration anale et « sodomites » aux homosexuels masculins à cause d'une volonté de fédérer contre les homosexuels masculins (et culpabiliser l'homosexualité en général) en prétendant que cette orientation sexuelle aboutit au courroux divin qui mène à la destruction de civilisations. Mais le judaïsme, qui est resté attaché à ce que les chrétiens appellent « l'Ancien Testament », sait que ces villes n'ont pas été détruites à cause de l'homosexualité mais de la haine perpétuelle que les habitants se vouaient les uns les autres et de l'adoration des idoles avec sacrifices des nouveau-nés pour les servir. En revanche, il existe bien un passage flou dans le Lévitique qui est maladroitement traduit par « Tu ne coucheras pas avec un homme comme on couche avec une femme, c'est une abomination ». La traduction littérale est, en réalité, « Tu ne coucheras pas avec un homme d'une coucherie avec une femme ». Le sens restant obscur, les rabbins ont choisi l'interprétation homophobe de ce passage. Mais si les rabbins orthodoxes, pour le moment, considèrent que l'homosexualité masculine est honnie par Dieu, aucune interdiction n'est faite contre l'homosexualité féminine dans la Torah, ni même dans tout le Tanakh. L'homosexualité féminine n'étant pas mentionnée ni même évoquée, tous en déduisent qu'elle n'est pas interdite. En Amérique centrale, Vasco Núñez de Balboa fait dévorer par des chiens des berdaches lors de leur découverte. En particulier, en Amérique du Nord, les puritains, qui émigrent à partir de 1620 en grand nombre vers la Nouvelle-Angleterre, ont horreur de la fornication homosexuelle (angl. sodomy), et la considèrent comme le pire des péchés, à côté de la zoophilie,.
Excepté en Géorgie, où il n'y a pas de limitation juridique sur les actions homosexuelles, la « sodomie » est punissable dans toutes les colonies britanniques qui ont déclaré leur indépendance en 1776. Dans les États de New York, de New Jersey, du Delaware, du Maryland et de Caroline du Nord, elle est longtemps jugée selon la Common law britannique, qui criminalise toute action sexuelle non destinée à la reproduction, sans préjudice du sexe de l'auteur. Le New Hampshire, le Massachusetts, le Rhode Island, le Connecticut, la Virginie et la Caroline du Sud, ont leurs propres lois, dont le libellé suit de près le 3e livre de Moïse interdisant la sodomie. En Pennsylvanie la situation juridique est encore différente : tant que les Quakers donnent le ton dans cette colonie, la Pennsylvanie est la seule colonie où l'homosexualité masculine n'est pas punie de mort. À part dans le Massachusetts, les femmes sont fondamentalement soumises au même droit que les hommes. Les poursuites judiciaires pour conduite lesbienne sont néanmoins extrêmement rares dans la période coloniale,,.
Le premier cas rapporté d'un Blanc mis à mort pour « sodomie » sur le futur territoire des États-Unis est celui du traducteur français Guillermo, qui perd la vie en 1625 dans la colonie de Nouvelle-Espagne de Floride. Le premier cas connu dans une des colonies britanniques est celui de Richard Cornish, pendu en 1625, pour avoir violé un autre homme. En 1629, cinq jeunes hommes arrivant dans la colonie de la baie du Massachusetts à bord du Talbot, sont accusés de comportement homosexuel ; les autorités locales face à un crime aussi odieux ne s'estiment pas compétentes pour juger, et renvoient les jeunes pour punition en Angleterre. La première femme sur le sol des colonies britanniques qui a à répondre de relations lesbiennes est en 1648 une habitante de la colonie de la baie du Massachusetts, Elizabeth Johnson. Mais jusqu'à la fin du XIXe siècle, on ne connaît que peu de cas de sodomie, si bien qu'ils apparaissent comme des événements extrêmement rares,,,.

## LesXVIIIeetXIXesiècles

### Libéralisation du droit pénal

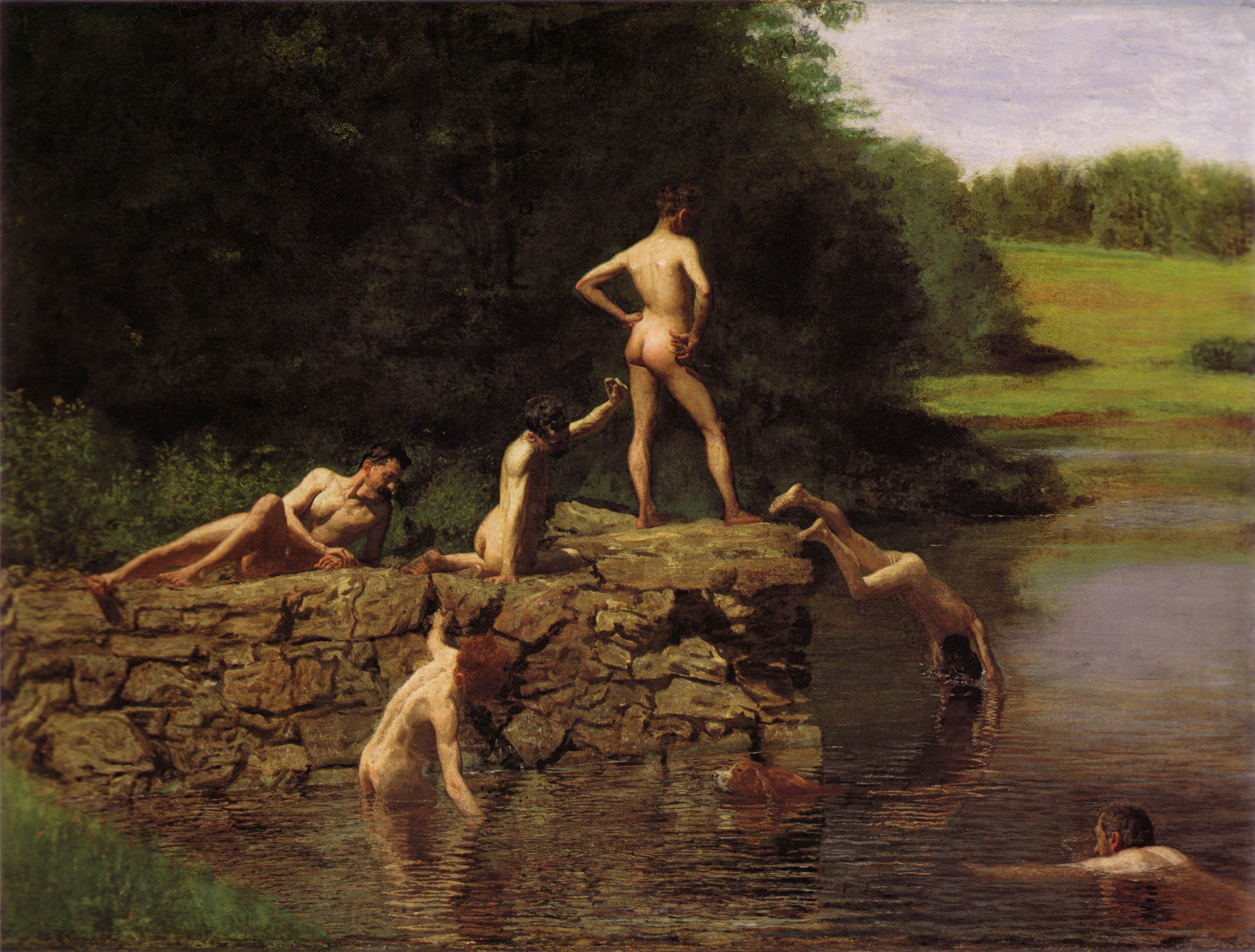
The Swimming Hole. Huile (1885) de Thomas Eakins. Beaucoup de représentants du mouvement homosexuel américain donnent aujourd'hui à cette œuvre célèbre un caractère homoérotique.

Après la Déclaration d'indépendance des États-Unis, en 1776, les États fondateurs conservent de la période coloniale le droit concernant la sodomie, qui prévoit en règle générale pour les relations homosexuelles entre hommes la peine de mort. Les relations homosexuelles entre femmes sont en principe punies de la même manière, mais jusqu'à la fin du XXe siècle, sont rarement poursuivis, et la plupart du temps moins rigoureusement punies que pour les hommes. Dans la foulée de la libéralisation générale, qui trouvent leur source dans les Lumières et dans la Révolution française, c'est la Pennsylvanie, qui parmi les 13 États de l'Union d'alors, est le premier à abolir la peine de mort pour sodomie. À la place, elle institue une peine de 10 ans de prison et la saisie de tous ses biens. Les autres États d'Amérique en font autant ; cependant les hommes jugés sodomites peuvent encore être condamnés à mort en Caroline du Sud jusqu'en 1873,.

### Début de la psychiatrisation de l’homosexualité
La psychiatrisation de l'homosexualité, c'est-à-dire la conception que l'homosexualité est une maladie mentale, a trouvé son sommet avec la fondation de la psychanalyse (1896). Cependant elle prend racine dès le début du siècle. Dans des publications de pédagogie sexuelle comme The Young Man's Guide (Le guide du jeune homme, par W. A. Alcott, 1833) et Lecture to Young Men on Chastity (Leçon aux jeunes gens sur la chasteté, par Sylvester Graham, 1834), les comportements sexuels indésirables comme la masturbation ou l'homosexualité sont censés avoir des conséquences redoutables comme la folie, la danse de Saint-Guy, l'épilepsie, l'idiotie, la paralysie, l'apoplexie, la cécité, l'hypochondrie et la consomption.

### Formes limites tolérées
Aux XVIIIe et début XIXe siècle la poursuite des homosexuels est rendue plus difficile par la naissance du culte de l’amitié, qui s'étend aussi aux États-Unis. Dans les couches de la population avec une certaine culture, les amitiés entre personnes de même sexe peuvent atteindre un caractère exclusif, fortement chargé émotionnellement, et parfois érotique. Cependant elles trouvent une acceptation sociale, car on suppose – à tort selon de nombreux historiens de la littérature – qu'elles ne conduisent pas à de véritables contacts sexuels. On trouve des documents concluants par exemple dans les travaux et legs des écrivains Ralph Waldo Emerson (1803–1882), Henry David Thoreau (1817–1862), Bayard Taylor (1825–1878) et Walt Whitman (1819–1892),. À l'inverse, à la même époque, les bals d'anciens esclaves où les hommes revêtent une robe, comme ceux organisés par William Dorsey Swann, font l'objet de descentes de police répétées, et les participants sont condamnés pour travestissement.
Une particularité socioculturelle du XIXe siècle est ce que l'on appelle boston marriage (mariage de Boston), une amitié de longue durée, émotionnellement intense et exclusive, entre deux femmes, souvent tournées vers le féminisme, qui vivent en ménage et qui jouissent par cette façon de vivre d'une plus grande liberté pour un engagement social ou politique, qu'elles ne pourraient le faire dans le cadre des limitations qui sont alors normales pour les femmes mariées. Ce concept s'applique par exemple aux auteures Sarah Orne Jewett et Annie Adams Fields, ainsi qu'aux militantes des droits des femmes Susan B. Anthony et Anna Howard Shaw. Le fait qu'une femme préfère cohabiter avec une autre femme plutôt que de se marier à un homme est accepté dans cette période victorienne parce qu'on suppose que ces deux femmes ne sont pas liées par un intérêt sexuel. La question de savoir si ces femmes peuvent être considérées comme des lesbiennes d'alors est encore débattue dans la recherche sur le féminisme.

## 1900-1940

### Poursuites judiciaires

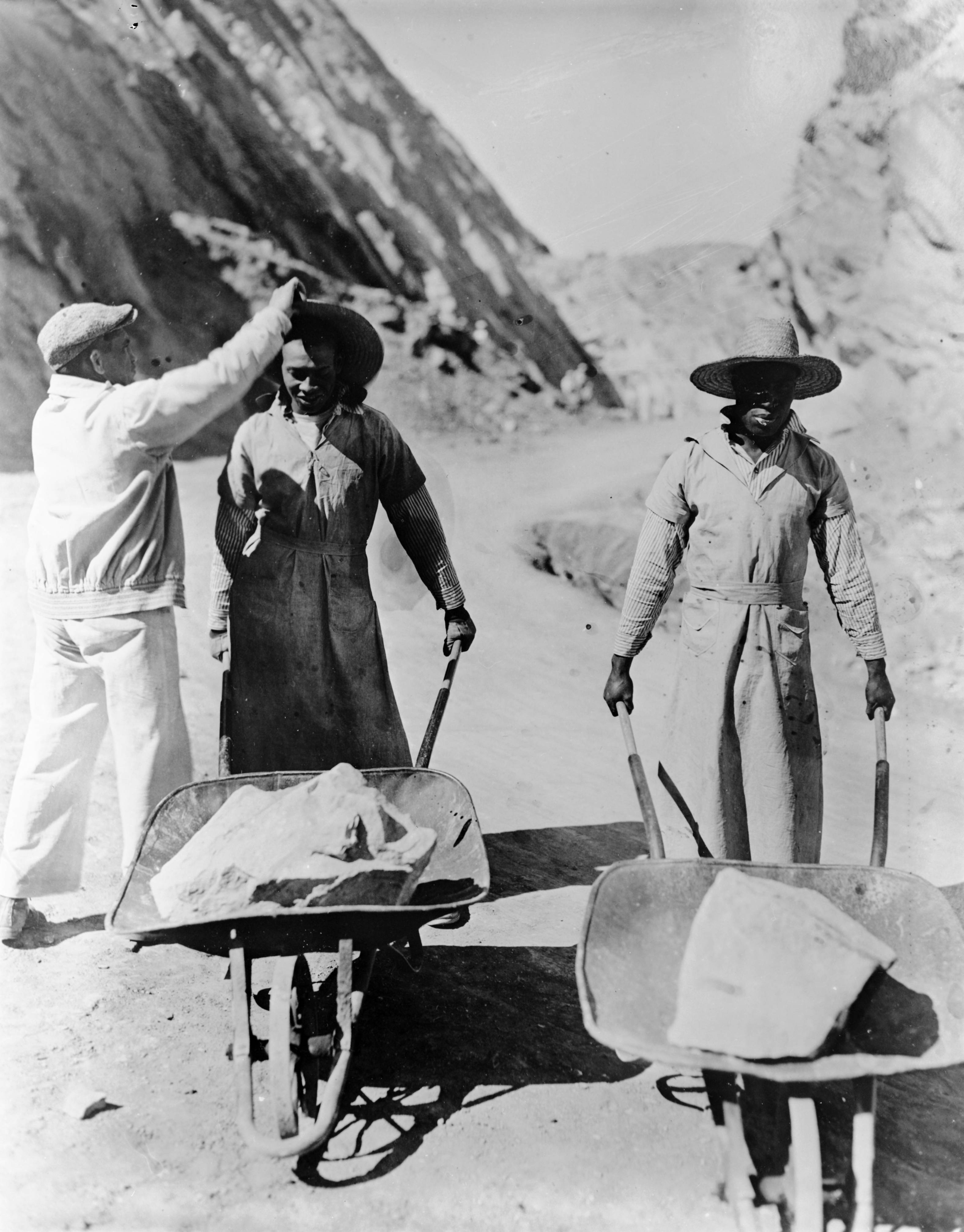
Prisonniers au Colorado, condamnés pour homosexualité à s'habiller en femme et à transporter des rochers. Photo entre 1900 et 1910.

Comme le décrit John Loughery, l'entrée des États-Unis dans la Première Guerre mondiale en 1917 conduit, par le recrutement en masse de soldats américains, à une accumulation de cas de comportements homosexuels. Par exemple, c'est le cas du Newport Sex Scandal, où une vaste chasse aux homosexuels a lieu dans la base de la marine de Newport, Rhode Island, en 1919. Au cours de l'enquête, on emprisonne des douzaines de civils et de personnels militaires, et même un aumônier militaire épiscopalien.

### Première organisation
Fin 1924, Henry Gerber fonde à Chicago la Society for Human Rights (« association pour les droits de l'homme »). Bien que cette association se présente pro forma comme une représentation des personnes « mentalement anormales », c'est de facto la première organisation des droits des homosexuels des États-Unis. Peu de mois après sa fondation, la Society for Human Rights est dissoute par la police de Chicago.

### Premières niches et points de rencontre sous-culturels
Au XIXe siècle, l'industrialisation procure aux classes moyennes un niveau de vie croissant, qui conduit à une profonde transformation des formes de vie. Les hommes homosexuels en profitent particulièrement, parce qu'ils peuvent maintenant quitter leur famille d'origine, pour former des communautés de travail et de vie avec d'autres hommes. La ville de New York possède à la Bowery dès les années 1890 un quartier homosexuel. Des établissements comme le Columbia Hall, le Manilla Hall, le Little Bucks ou le Slide sont des points de rencontre préférés des homosexuels hommes, qui en raison de leur tenue vestimentaire extravagante sont souvent appelés fairies, « fées ».
Dans le quartier noir de New York, Harlem, qui depuis la fin de la Première Guerre mondiale a acquis le titre de « capitale culturelle » de l’Amérique noire, il y a dans les années 1920 des établissements où les hommes peuvent danser entre eux, et où sont organisés des bals de drague. À cette époque, la Renaissance de Harlem, marquée par le libéralisme et l'ouverture, offre des conditions particulièrement favorables pour l'apparition d'un milieu homosexuel. Des artistes homo- et bisexuels comme Langston Hughes, Richard Bruce Nugent, Countee Cullen, Ma Rainey, Bessie Smith, Gladys Bentley, Alberta Hunter et Ethel Waters y développent une sous-culture brillante, quoique pas forcément visible de l’extérieur,.

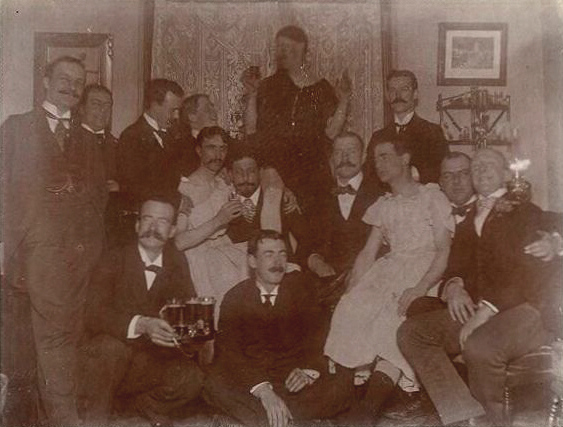
Party dans une maison privée à Portland, Oregon, env. 1900.

Dans le bas de Manhattan, le quartier de Greenwich Village héberge aussi une bande d'homosexuels, où hommes et femmes peuvent venir à des bals masqués en travestis, comme dans le Webster Hall. Les homosexuels sont aussi reçus dans des clubs privés comme le Polly Holladay. Au début des années 1930, le Times Square devient un quartier homosexuel, où les hommes peuvent vivre ensemble dans des Boarding houses (pensions) sans ennuis. Les terrains de drague correspondants sont entre autres les docks du port, où les habitants peuvent prendre contact avec les marins. Les toilettes publiques sont déjà depuis le début du siècle utilisées pour la prise de contacts homosexuels.
Les premiers points de rencontre émergent aussi dans d'autres grandes villes des États-Unis, comme à San Francisco, où le Black Cat Bar ouvre en 1933. Pour la plupart des Américains, ces sous-cultures passent très largement inaperçues ; comme l'historien George Chauncey l'a montré, il a existé dans les premières décennies du XXe siècle bien plus de milieux sociaux, et plus variés, qu'au milieu du siècle, par exemple. En général, on constate que les homosexuels et les bisexuels subissaient au début du siècle moins la contrainte sociale de définir leur orientation sexuelle et de se déclarer éventuellement comme homosexuels que ce n'est le cas par la suite. Ils avaient plus de liberté pour aller et venir entre divers milieux,.
À partir de la fin du XIXe siècle les lesbiennes peuvent aussi suivre leurs propres projets de vie. Depuis que les premiers colleges (universités) pour femmes sont fondés aux États-Unis, elles peuvent étudier. Les études, et la possibilité subséquente d'un travail pour gagner sa vie poussent souvent à la décision de ne pas se marier. Beaucoup forment des communautés de travail et de vie entre femmes, qui perdurent bien après la fin des études. Dans les settlement houses (lotissements), les lesbiennes peuvent résider en paix, parfois pour toute leur vie d'adulte. Il est difficile de définir combien des premières académiciennes sont lesbiennes, et c'est encore sujet à discussion dans les milieux de la recherche. Les lesbiennes peuvent aussi trouver une niche sociale et culturelle en tous cas dans des organisations comme le YWCA (Union Chrétienne de Jeunes Filles) ou le club Heterodoxy radicalement féministe, fondé en 1912 à Greenwich Village. Une figure identificatoire des débuts de la sous-culture lesbienne est l'auteure Willa Cather (1873–1947), qui vit avec sa compagne 40 ans à Greenwich Village, et dont les romans contiendraient, selon beaucoup de lecteurs, un message subliminal,,. Toujours à Greenwich Village, la féministe polonaise Eva Kotchever ouvre le Eve's Hangout en 1925. Mais l'établissement fermera ses portes à la suite de la descente de police qui condamnera sa propriétaire à l'expulsion des États-Unis pour "obscénité" et "conduite désordonnée".

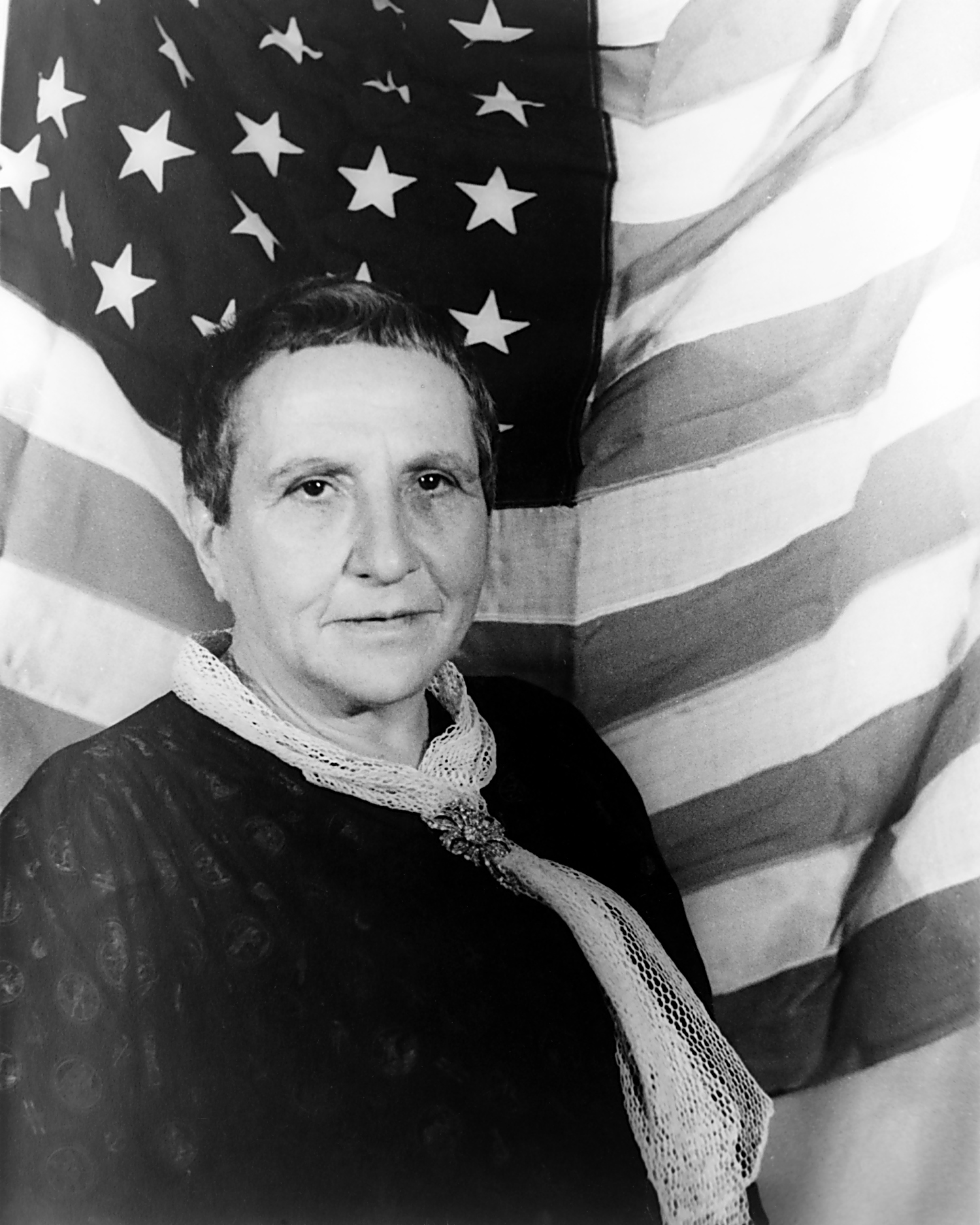
L'auteure Gertrude Stein, photographiée par Carl Van Vechten, 1935.

Cependant beaucoup d'Américains homosexuels préfèrent vivre à l’étranger. L'une des plus célèbres est l'auteure Gertrude Stein, qui vit presque 40 ans à Paris avec sa compagne Alice B. Toklas. Dès le début du siècle y vivent la danseuse ouvertement bisexuelle Isadora Duncan, ainsi que la poétesse Natalie Clifford Barney, qui est intimement liée à Renée Vivien. À Rome vivent au milieu du siècle la sculptrice américaine lesbienne Harriet Hosmer et l'actrice Charlotte Saunders Cushman, cette dernière avec sa compagne Matilda Hays.
Mais la plupart des noirs américains et des membres des classes pauvres ne peuvent pas émigrer ou se livrer à leurs propres projets de vie homosexuelle. Ils vivent dans des conditions de survie économique, dans lesquelles les jeunes gens ne peuvent pas se passer du réseau familial, et où d'autre part les familles ne s'en sortent pas sans la participation des jeunes par leur travail. Les femmes, même lesbiennes, ne peuvent dans ces conditions encore moins se permettre de rester sans enfants, car les enfants sont nécessaires à la survie comme travailleurs. Les niches subculturelles ne peuvent pas émerger dans de telles conditions, et restent avant tout un privilège des milieux aisés.

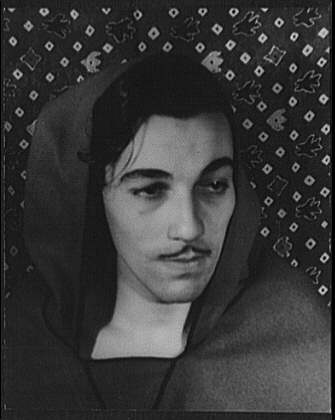
L'acteur de cinéma Cesar Romero, photographié par Carl Van Vechten, 1934.

À la suite de la Grande Dépression, s'ensuit dans les années 1930 à de nombreux points de vue une renaissance de la pruderie. Le fait de vivre son homosexualité en public est refréné. Les scènes de New York sont empêchées déjà depuis 1927 de présenter des contenus homosexuels ou autrement tenus pour pervers, par le Wales Theatrical Padlock Bill. Dans un acte d'autocensure précurseur, l'industrie du film se soumet au Production Code, ou Hays Code, qui définit quels contenus de films sont moralement acceptables pour le public. Le point 2-4 en est : Sex perversion or any inference to it is forbidden (La perversion sexuelle ou toute allusion à elle est interdite), ce qui exclut toute présentation de contenus homosexuels. Comme la presse et la radio évitent aussi le thème, et – à l'exception de la presse médicale – les livres ne s'occupent pas de l'homosexualité, on peut grandir dans toute la période avant la Seconde Guerre mondiale aux États-Unis, sans jamais rencontrer quelque allusion que ce soit à l'homosexualité,.
Dans les années 1930 et début 1940 les homosexuels peuvent quand même continuer à se rencontrer – du moins s'ils font partie de la classe aisée. Les points de rencontre célèbres à l'époque sont le Metropolitan Opera, le Sutton Theater et les bars élégants comme l’Oak Room du Plaza Hotel et le bar de l’Astor Hôtel. Dans d'autres grandes villes américaines, il y a des établissements semblables. Contrairement aux lieux de rencontre des moins riches, ces locaux discrets sont largement protégés des descentes de police. Les lesbiennes de New York se rencontrent à cette époque au Howdy Club,.
Mais à Hollywood, il y a dans les années 1920 et 1930 un certain nombre de stars qui ne font pas mystère de leur homosexualité : Monty Woolley, Clifton Webb, William Haines et le personnage de Latin-Lover Cesar Romero.

## Seconde Guerre mondiale
Parmi les événements qui ont la plus grande influence sur l’identité de groupe des homosexuels américains, on compte l'entrée en guerre des États-Unis en 1941. 13 % de la population américaine participe aux forces armées pendant la guerre. Aucune autre structure n'a jamais réuni une aussi grande concentration d'hommes homosexuels aux États-Unis auparavant, et le paradoxe de la situation consiste en ce que le commandement militaire essaie de réprimer et de stigmatiser l'homosexualité, tandis que les homosexuels eux-mêmes sont dépassés par l'impression de leur propre nombre. Comme pour le moral des troupes, il n'y a pas assez de femmes dans l’armée, le commandement encourage les spectacles de travestis, que beaucoup d'homosexuels utilisent pour établir et entretenir sous le manteau une culture homosexuelle,.
Dans les organisations féminines – comme le Women's Army Corps (Corps féminin de l’armée) et les Women Accepted for Volunteer Emergency Service (Femmes acceptées pour le service volontaire d'urgence) – dans lesquels 275 000 femmes servent pendant la Seconde Guerre mondiale, se crée une subculture lesbienne florissante. Mais les circonstances de la guerre servent aussi les lesbiennes civiles, car dans cette époque sans hommes, on ne remarque pas quand des femmes sortent ensemble,.
Jusqu'au début des années 1940, les forces américaines ne doivent se préoccuper d'incidents d'homosexualité qu'au cas par cas, auxquels les tribunaux militaires ont les moyens de faire face. Mais quand ces cas s'accumulent au cours de la Seconde Guerre mondiale, le commandement commence par des efforts pour empêcher dès le début par des tests psychologiques les homosexuels d'entrer dans l'armée. Mais ces mesures se montrent peu effectives, car les tests ne sont pas efficaces, et les recrues homosexuelles n'ont pas du tout envie d'être refoulés dans la vie civile avec le stigmate de l'homosexualité. Parmi les 18 millions d'hommes testés, moins de 5 000 sont refoulés de l'armée en raison de leur homosexualité. Beaucoup d'homosexuels cherchent aussi l'occasion de prouver à l'armée qu'ils ne correspondent pas au cliché de la personne efféminée, et ils entrent de préférence dans des organisations particulièrement « masculines », comme le Marine Corps. Le nombre d'hommes et de femmes renvoyés des forces armées en raison de leur homosexualité (Blue discharge) atteint presque 10 000. Pour les individus concernés, le retour à la vie civile est parfois difficile, car non seulement ils se sont fait virer contre leur gré mais ils ne reçoivent pas non plus les prestations sociales auxquelles ont droit normalement les militaires déchargés de leurs fonctions,.

## 1945-1968

### Dépsychiatrisation de l'homosexualité
Avec la montée de la psychanalyse (à partir de 1896) s'introduit dans la psychiatrie américaine la conception que l'homosexualité est un trouble névrotique. Cette opinion est aussi soutenue par des institutions à buts humanitaires comme les quakers, qui animent dans les années 1940 le Quaker Emergency Service (Service d'urgence des quakers), dont les Readjustment Centers (centres de réadaptation) sont construits avant tout comme des centres de réadaptation pour les homosexuels masculins. Les psychiatres pensent jusqu’à la fin de la Seconde Guerre mondiale que la cause de l'homosexualité est la plupart du temps un « déséquilibre hormonal », qui est très souvent « traité par voie médicamenteuse ». D'autres formes de traitement typiques de l’époque, par lesquelles on essaie de « soigner » les homosexuels, sont les traitements traditionnels par psychanalyse, la médecine comportementale, l'électrochoc, et jusqu'en 1951, la lobotomie. Depuis le début du XXe siècle, les hommes et femmes homosexuels sont enfermés de force dans des asiles, mais beaucoup ont recherché un traitement psychologique de leur propre initiative. Dans l’ensemble, jusqu'à la Seconde Guerre mondiale, l'homosexualité est considérée comme un phénomène très rare,,.
En 1941, le psychiatre new-yorkais George Henry publie son étude basée sur des centaines d'interviews Sex variants (Variations sexuelles). Cette étude contestée sur le plan de la méthode est la première aux États-Unis à offrir une section représentative de l'homosexualité masculine et féminine de l’époque.
En général, la morale sexuelle est en ce temps-là libéralisée. Un facteur important est le fait que les antibiotiques deviennent disponibles. Les maladies sexuellement transmissibles, telles que la syphilis et la gonorrhée, deviennent curables, et la crainte de les attraper ne s'oppose plus à un élargissement du relâchement sexuel. Tandis que pour les Américains hétérosexuels, la révolution sexuelle ne surviendra qu'avec la pilule (1960), les homosexuels peuvent jouir de conditions semblables dès les années 1930.
Les membres des forces armées américaines sont encore arrêtés sous l'inculpation d'homosexualité pendant les premières années de la guerre. En 1944, le commandement ordonne que ces personnes soient hospitalisées d'office. Les psychiatres militaires ont ainsi l'opportunité d'étudier les homosexuels avec une statistique et une représentativité qui n'est jamais arrivée jusqu'alors. Un petit nombre de psychiatres – parmi lesquels Clements Fry et Edna Rostow – tirent de ces études des conclusions qui sont incompatibles avec la doctrine répandue que l'homosexualité est un trouble.
Mais ils ne sont pas entendus.
En 1948, Alfred Kinsey publie son étude sur le comportement sexuel de l’homme. Cette étude, basée également sur des interviews, suscite une large attention, parce qu'elle confronte le public américain avec le fait que l'homosexualité et la bisexualité ne forment pas des « phénomènes-limites », mais qu'ils concernent de manière plus ou moins marquée la majorité de la population. Le travail de Kinsey contribue significativement à libérer le discours social sur la sexualité de ses aspects religieux et moraux, et à le rendre plus scientifique. Le Kinsey Institute for Research in Sex, Gender, and Reproduction de l'Université de l'Indiana, fondé par Kinsey en 1947, publie plus tard plusieurs autres études importantes sur l’homosexualité,,.
En 1951 paraît le rapport The Homosexual in America (L'homosexuel en Amérique) d’Edward Sagarin, sous le pseudonyme de Donald Webster Cory. Ce livre, écrit d'un point de vue sympathisant avec les homosexuels, trouve un large public, et procure un portrait global de la sous-culture homosexuelle masculine.
En 1957, Evelyn Hooker publie son étude très remarquée The Adjustment of the Male Overt Homosexual (L'ajustement de l'homme ouvertement homosexuel), dans laquelle il est démontré pour la première fois que les hommes homosexuels ne se différencient pas des hétérosexuels sous l'aspect de leur santé mentale. En 1965 paraît le livre de Judd Marmor Sexual Inversion: The Multiple Roots of Homosexuality (Inversion sexuelle : les racines multiples de l'homosexualité), où l'auteur argumente que l'attitude envers l'homosexualité est déterminée culturellement. L'American Psychiatric Association (APA) suit cette opinion, et décide le 15 décembre 1973 de rayer l'homosexualité de sa liste des maladies mentales. Quelques psychiatres célèbres isolés, comme Charles Socarides ou Irving Bieber (en) conservent néanmoins leur conception que l'homosexualité est un trouble névrotique, en tous cas jusqu'à la fin du XXe siècle,.

### Culture homosexuelle à New York

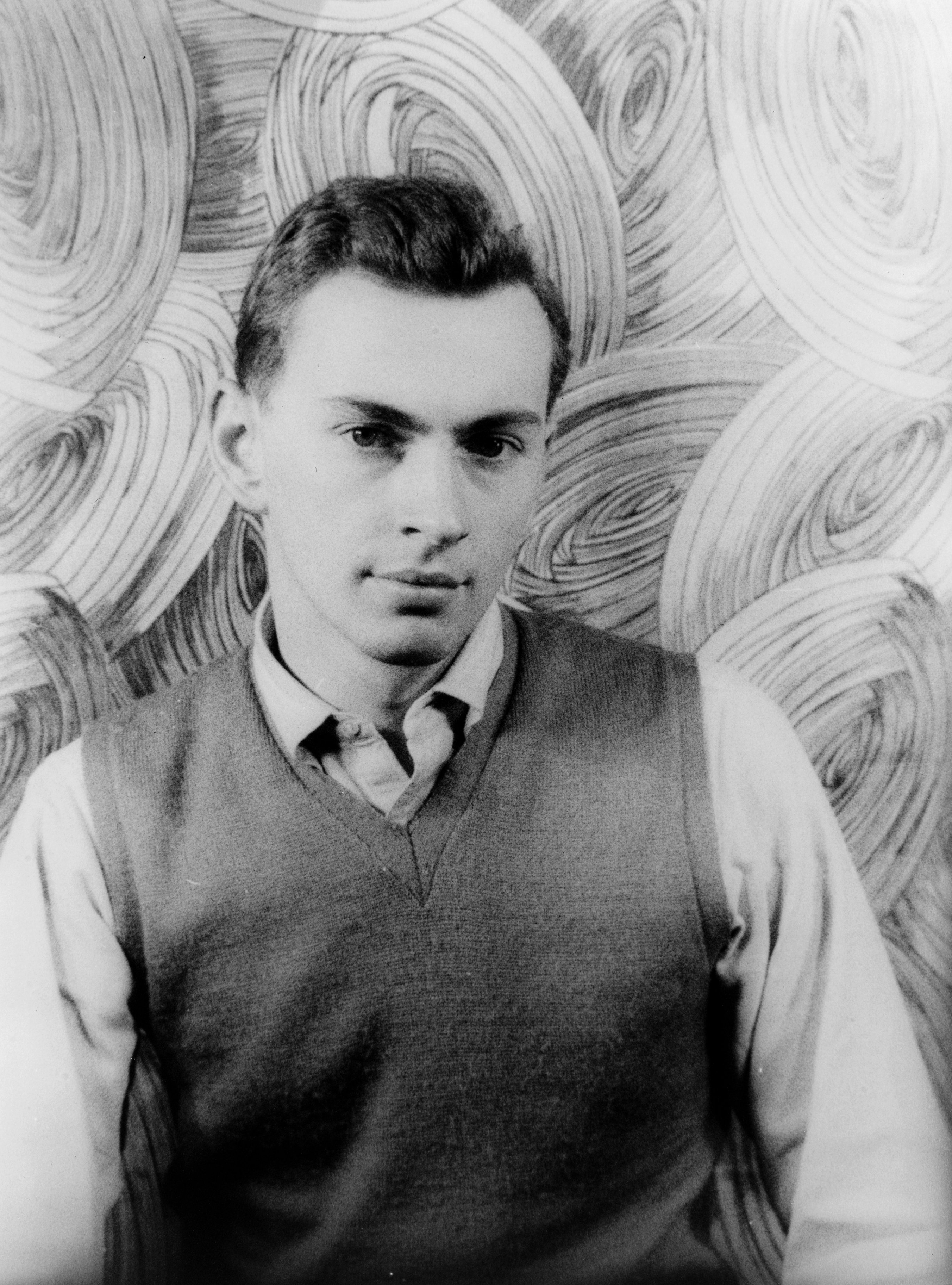
L'auteur et essayiste Gore Vidal (* 1925) était un des rares intellectuels de New York qui avaient vécu ouvertement leur homosexualité dans les années 1950.

Pendant la Seconde Guerre mondiale, des centaines de milliers de militaires passent par New York, pour aller en Europe, ou en revenir. Dans les années 1950, il y a là plus d'artistes et d'iconoclastes de toutes orientations sexuelles que dans toute autre ville américaine. Déjà avant la guerre, la communauté homosexuelle de New York était la plus grande du pays. À partir de 1940, ce premier rang s'affirme. Beaucoup de militaires homosexuels libérés au retour de la guerre s'établissent à New York. De nouveaux établissements aux sous-entendus homoérotiques voient le jour, notamment le bar du Plaza Hotel. Dès le début des années 1930 s'organise tous les ans à Harlem un Drag Ball (Bal de drague), qui atteint son sommet en 1944. En 1945 la Veterans Benevolent Association (en) (Association bénévole de vétérans) voit le jour. C'est une association d'entraide destinée avant tout aux soldats qui ont été exclus des forces armées de façon déshonorable en raison de leur homosexualité. Après la guerre, la vie culturelle de la vie est aussi marquée par des poètes de la Beat Generation, parmi lesquels se trouvent des homosexuels en particulièrement grand nombre. À Harlem, les Mount Morris Baths, l'un des premiers établissements de bains officieusement homosexuel rencontre un grand succès. Les établissements de bains deviennent des points de rencontre d'homosexuels d'autant mieux qu'ils perdent progressivement leur vocation initiale, puisque de plus en plus d'appartements sont équipés de salles de bain. Dans les années 1960, la ville possède un équipement florissant pour les homosexuels, avec plus de 40 bars et clubs, plus trois ou quatre bars lesbiens. Les bars jouent un rôle bien plus important pour la sous-culture lesbienne que pour les hommes homosexuels, parce qu'il n'existe pour elles aucun autre point de rencontre,,,.
De même, pendant la Seconde Guerre mondiale surgit à New York un monde d'intellectuels, autour du mécène Lincoln Kirstein, dont le salon reçoit entre autres les écrivains W. H. Auden, Glenway Wescott (en), Monroe Wheeler (en) et le peintre Paul Cadmus. D'autres anticonformistes habitent aussi New York, comme les poètes Allen Ginsberg, John Ashbery, Frank O'Hara, Audre Lorde, les écrivains Gore Vidal, Truman Capote, Christopher Isherwood, William Inge, Arthur Laurents, Edward Albee, Tennessee Williams, les peintres Jasper Johns, Robert Rauschenberg, Ellsworth Kelly, le photographe George Platt Lynes, l'architecte Philip Johnson, le danseur-étoile Rudolf Noureev, les compositeurs Leonard Bernstein, Ned Rorem, John Cage, Aaron Copland et Cole Porter. La plupart de ces personnalités préfèrent cependant que leur orientation sexuelle ne soit pas rendue publique.

### Ère McCarthy
Pendant l'ère McCarthy commence aux États-Unis une chasse aux dénommés « subversifs », qui selon la conviction du sénateur Joseph McCarthy et de nombreux autres droitistes, ont infiltré le gouvernement américain à tous les niveaux pour livrer le pays aux communistes. Parmi les subversifs sont bientôt comptés, comme tous les marginaux, les homosexuels. McCarthy et le Secrétaire d'État John Puerifory expliquent qu'il y a un « underground homosexuel » qui soutient la « conspiration communiste ». Cette théorie du complot fait la base du bruit courant à Washington, que Hitler aurait constitué comme moyen de chantage une liste de politiciens étrangers homosexuels – y compris américains – qui serait tombée entre les mains de l'Union soviétique stalinienne en 1945. Le planificateur de la campagne anti-homosexuelle est le conseiller de McCarthy Roy Cohn ; mais ils sont soutenus par le président du comité national du Parti républicain, Guy Gabrielson. La presse frappe les expressions « péril pervers » et « lavender scare » (peur couleur lavande), et à partir du printemps 1950, il est mené dans tout le pays des enquêtes sur les homosexuels, ce qui conduit à licencier en grand nombre des collaborateurs du service public. En 1954, le FBI commence aussi à infiltrer et à surveiller les organisations homosexuelles,,.
Au nombre des critiques sérieux de cette campagne de diffamation, on compte le journaliste Max Lerner, qui écrit en 1950 pour le Washington Post une série d'articles Washington sex story (L'histoire de sexe de Washington). Néanmoins, l'interdiction d'employer des homosexuels dans le service public dure jusqu'en 1975. Le président des États-Unis, Dwight D. Eisenhower signe en 1953 le décret no 10 450, qui stipule entre autres que dans l’intérêt de la sécurité nationale le gouvernement ne doit pas recruter de collaborateurs homosexuels,,.
Le sommet de l'hystérie anti-homosexuelle de l'histoire américaine est atteint en automne 1955 avec le scandale de Boise (en) (Idaho), où, après des violences sur paraît-il des centaines de jeunes, la police interroge près de 15 000 habitants sur les membres possibles d'un réseau soupçonné de militants homosexuels. L'enquête fait ressortir les noms de centaines de personnes soupçonnées d'homosexualité. Au bout du compte, 16 hommes sont arrêtés, dont 9 sont jugés coupables.

### Les homosexuels dans le mouvement des droits civiques (1955-1968)

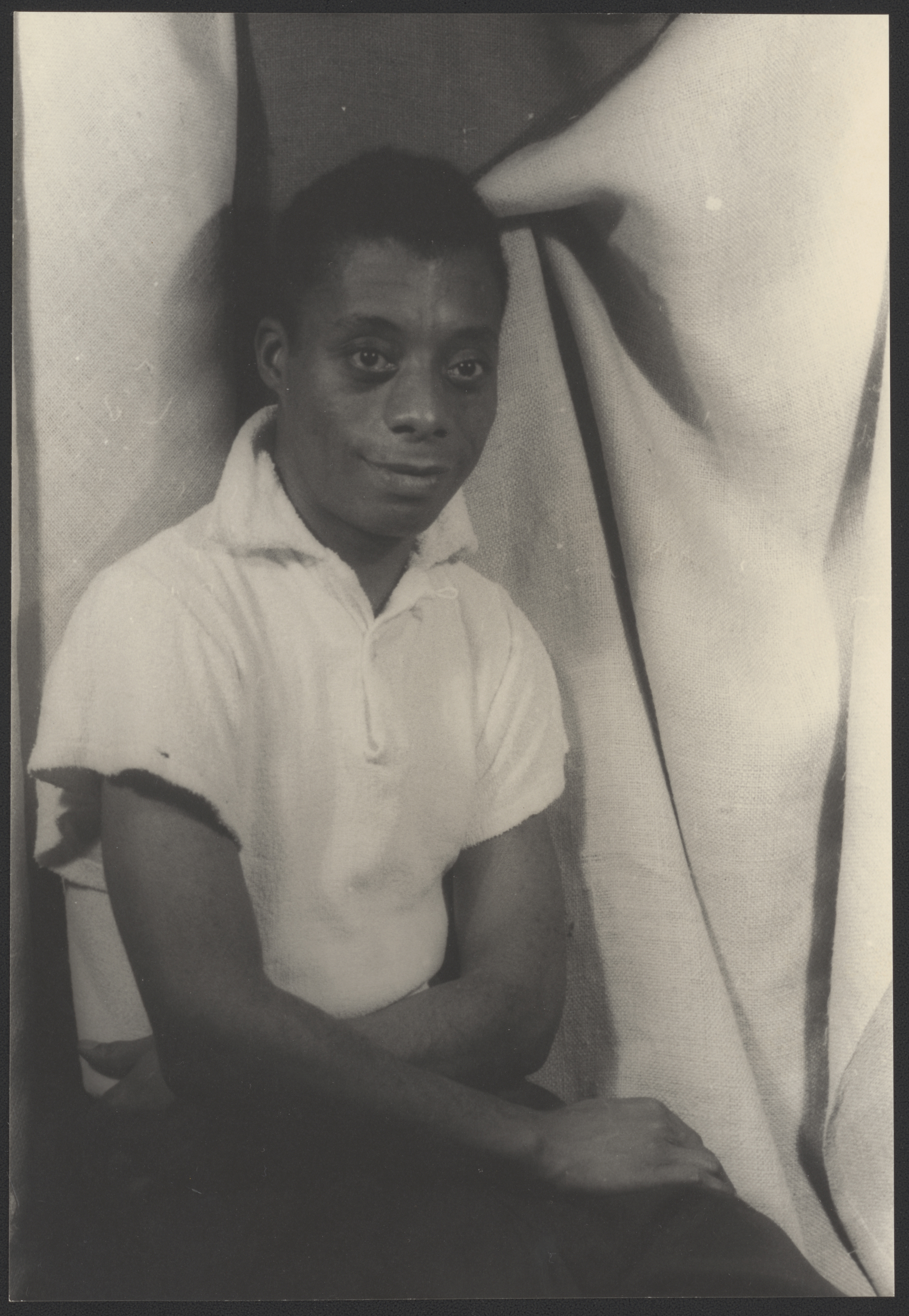
L'écrivain bisexuel James Baldwin fait partie des plus célèbles premiers combattants du mouvement des droits civiques. Photo Carl Van Vechten, 1955.

Dès 1951 Edward Sagarin remarque que les homosexuels – avec les Juifs et les Noirs – posent à l'époque l’un des plus importants problèmes de minorités. Comme l'homosexualité dans les années 1950 et début 1960 est bien plus marquée par les tabous que ne sont socialement défavorisés les Noirs, et que les homosexuels ne se déclarent que très rarement ouvertement tels, la défense de leurs droits est complètement rayée de l’agenda des combattants pour les droits civiques. Des militants comme Jack Nichols et Franklin E. Kameny, qui frappe en 1968 le slogan « Gay is good » (Gay est bon), prennent certes part à des démonstrations pour les droits civiques, comme la marche sur Washington, mais n'y apparaissent pas comme représentants de la communauté homosexuelle,.
L'un des plus marqués des militants du mouvement des droits civiques américain est l'écrivain ouvertement bisexuel James Baldwin, dont les romans ont évoqué la pression particulière qui s'exerce sur les noirs bisexuels. Un autre militant homosexuel des droits civiques est Bayard Rustin, qui sert dans les années 1960 de conseiller auprès de Martin Luther King, mais qui plus tard se dirige plus nettement vers les droits des homosexuels. Le mouvement des droits civiques deviendra plus tard le modèle de celui de l'émancipation des homosexuels.

### Organisation du mouvement des droits civiques des homosexuels
Dès novembre 1950, Harry Hay fonde à Los Angeles la première organisation homosexuelle des États-Unis à avoir quelque persistance : la Mattachine Society. Officiellement, cette fondation n'a lieu qu'en 1954, et avec une autre équipe dirigeante. Le but primordial de cette association, qui va bientôt avoir des succursales dans d'autres villes américaines, ainsi qu'un journal, la Mattachine Review (1955 - 66), est la campagne pour la reconnaissance des homosexuels. Simultanément, en 1950, naissent à Los Angeles les Knights of the Clock, une organisation destinée à soutenir les couples homosexuels interraciaux.
En 1952, un groupe d'anciens membres de la Mattachine Society, fonde ONE, Inc., une organisation de droits civiques pour les homosexuels, aussi établie à Los Angeles. À partir de 1953, ONE, Inc. édite avec beaucoup de succès la revue ONE Magazine, et fonde en 1956 l'institut ONE, un établissement de formation, qui offre à partir de 1957 des manifestations sur l'histoire de l'homosexualité. L'institut ONE édite ensuite le premier journal scientifique national sur le thème de l'homosexualité, le One Institute Quarterly. ONE, Inc. fusionne en 1996 avec l′Institute for the Study of Human Resources (Institut pour l'étude des ressources humaines).
En 1955, Del Martin et Phyllis Lyon fondent la première organisation lesbienne de droits civiques, Filles de Bilitis, qui forme bientôt des groupes également dans d'autres villes américaines, et qui à partir de 1956 publie un journal The Ladder. Elle se présente comme un forum social, qui, au contraire des bars lesbiens, est légal, et assuré d'échapper aux razzias.
Kameny et Nichols fondent en 1961 la Mattachine Society of Washington, qui contrairement à son équivalent New-Yorkais vise à des changements politiques et commence un travail de lobbying qui vise avant tout à faire terminer l’exclusion des homosexuels du service public. En 1962, la Janus Society est fondée, qui édite la revue à grand tirage et très lue Drum Magazine. En 1963, certaines des organisations homosexuelles les plus importantes s'unissent dans l’East Coast Homophile Organizations (ECHO) (Organisations homophiles de la côte est),.
Le 19 septembre 1964, pour la première fois dans l'histoire américaine, des personnes manifestent dans la rue pour les droits des homosexuels : un groupe d'environ 10 manifestants protestent ce jour-là dans la Whitehall street de New York contre la discrimination envers les homosexuels dans l'armée. En été 1965, des démonstrations semblables ont lieu pour la première fois dans la capitale fédérale, Washington. En 1966/67 naît la North American Conference of Homophile Organizations (NACHO) (Conférence nord-américaine des organisations homophiles), qui devient la première organisation générale du mouvement homosexuel, avec plus de 6 000 membres, mais qui se dissout en 1970. La première école supérieure à reconnaître une association d'étudiants homosexuels est en 1967 l'Université Columbia de New York. En 1967, plusieurs centaines de personnes manifestent sur le Sunset Boulevard de Los Angeles contre les razzias qui ont eu lieu dans les bars homosexuels ; c'est jusqu'alors la plus grande manifestation publique d'homosexuels. À Greenwich Village, à New York, le militant Craig Roswell ouvre la première librairie homosexuelle du pays, l’Oscar Wilde Memorial Bookshop (Librairie à la mémoire d'Oscar Wilde),,,.

### Culture homosexuelle hors New York
Il existait des sous-cultures homosexuelles dès la fin du XIXe siècle dans bien des villes américaines, comme Chicago, Los Angeles ou San Francisco. San Francisco reçoit à la fin des années 1950, quand les poètes de la Beat Generation s'y installent, un afflux particulièrement important d'homosexuels. Le militant homosexuel José Sarria s'y porte candidat pour un poste au conseil municipal dès 1961. Le journal LIFE désigne la ville en 1964 « capitale homosexuelle d'Amérique ». Dans la même année naît à San Francisco la Society of Individual Rights (SIR – Société des droits de l’individu), qui est plus fortement orientée politiquement que la Mattachine Society, et ainsi servira de modèle à beaucoup d'organisations fondées ultérieurement,.
Comme Brett Beemyn et son équipe d'auteurs l'ont montré, les sous-cultures homosexuelles ne sont pas seulement florissantes dans les climats de grandes villes, dits plus progressistes et libéraux, mais aussi dans une foule de plus petites agglomérations.

### Religion et homosexualité
Comme la religion perd beaucoup d'importance en général aux États-Unis, et surtout que les tabous puritains tombent progressivement, certaines communautés religieuses commencent à reconsidérer leur position vis-à-vis de l'homosexualité. Le diocèse épiscopalien de New York soutient dès 1964 la décriminalisation de l'homosexualité. De même, en 1964, le Révérend Ted McIlvenna et d'autres ecclésiastiques de San Francisco fondent le Council on Religion and the Homosexual (Conseil sur la religion et l'homosexualité), qui, en raison de sa propagande pour la sympathie envers les homosexuels, prend une grande influence en particulier sur les hétérosexuels libéraux. En 1967, une réunion de représentants des Églises épiscopaliennes décide que l'homosexualité ne doit plus être condamnée. En 1968 naît à Los Angeles la Metropolitan Community Church (Église de la communauté métropolitaine), une Église libre qui croît rapidement et est maintenant l'organisation maîtresse de tout un réseau d'Églises. D'autres communautés religieuses, comme l’Église catholique romaine et les Églises protestantes conservatrices, que l'on désigne souvent sous l'appellation d’évangéliques, s'en tiennent jusqu'à maintenant à leur rejet de l'homosexualité,,. De plus en plus les Églises protestantes modérées qui font partie de l'Alliance réformée mondiale avancent vers l'acceptation des couples homosexuels, et leur bénédiction officielle.
Au sein de la communauté israélite, le reconstructionnisme et le judaïsme réformé sont les courants qui se sont ouverts les premiers aux homosexuels. À Los Angeles en 1972, le Beit Chaim est la première communauté israélite portée par les homosexuels des deux sexes ; un an après naît la Congrégation Beit Simchat Torah à New York. Dès 1969 les catholiques homosexuels ont fondé l'organisation
DignityUSA, en 1974 suit IntegrityUSA (épiscopaliens) et en 1977 Affirmation: Gay & Lesbian Mormons (Mormons).

### Homosexualité dans les médias
Après qu'en 1963 le New York Times possède un directeur de la rédaction indépendant, et notamment en 1977 Monsieur A. M. Rosenthal, ce journal devient le premier parmi les grands quotidiens américains à publier des articles étendus sur l'homosexualité. Des éditoriaux comme Growth of Overt Homosexuality in City Provokes Wide Concern (La croissance de l'homosexualité publique dans la ville provoque un large souci – 17/12/1963), n'étaient pas nécessairement homophiles, mais ont permis de mettre fin au déni concernant l'homosexualité dans le discours officiel, et a attiré l'attention au niveau national sur le sujet. Parmi les personnalités éminentes dont le coming-out – involontaire – a fait les titres (1964), on peut compter le champion de tennis William Tilden (1947) et le conseiller pour la campagne électorale de Lyndon B. Johnson Walter Jenkins (en).
La suppression du Hay Code dans les années 1960 marque aussi la fin de l'influence directe que l'Église catholique avait eue jusqu'alors sur l’industrie du film américain. Depuis la fin des années 1950, avaient été créés à Hollywood des films comme Soudain, l'été dernier (1959), Infâme (1961), Tempête sur Washington (1962), Reflet dans un œil d'or, Le Bal des vampires, tous deux de 1967, La chair (1968), À fond les gaz et Asphalt-Cowboy (tous deux de 1969) et Les durs et les doux (1970), dans lesquels l’homosexualité est progressivement montrée de façon de plus en plus explicite.
Dans les années 1960, l’homophobie est très répandue à la télévision.

## 1969-1980

### Révolte de Stonewall (1969)

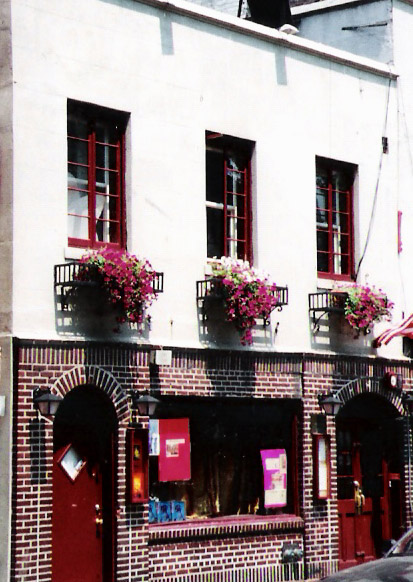
Le Stonewall Inn sur la Christopher Street dans le quartier du Greenwich Village en 2005.

Comme les autorités de New York refusent souvent la licence de vente aux bars fréquentés par les homosexuels, mais qu'on y sert quand même de l'alcool, ces établissements font l’objet de toujours plus de descentes de police dans les années 1960. Le 28 juin 1969 une telle descente dans le Stonewall Inn aboutit spontanément à une révolte contre la police, qui est expulsée hors de l'établissement. Les clients organisent également un siège de plusieurs jours. Les homosexuels aux États-Unis n'ayant jamais fait usage de la violence pour plaider leur cause, cet incident est considéré comme déterminant par le public homosexuel. Il conduit tout d'abord à un mouvement de solidarité et donne un signal fort dans la communauté qui conduit à l'organisation de Gay Pride dans le monde entier. En rétrospective, beaucoup de militants homosexuels ont prêté aux révoltes de Stonewall une grandeur mythique, qui correspond au besoin de donner à la lutte d'émancipation homosexuelle un point de départ symbolique, comparable à celui de la Prise de la Bastille. En 2011, le magazine Time la considère parmi les dix manifestations qui ont eu le plus d'influence.
Les descentes de police ne cessent en rien après la révolte de Stonewall. Le 7 mars 1970, la police arrête 167 consommateurs au Snake Pit, un autre bar homosexuel de Greenwich Village. Ce cas attire avant tout l'attention parce qu'un des hommes arrêtés, un jeune Argentin, par crainte de perdre son visa, saute immédiatement d'une fenêtre du poste de police et se blesse grièvement.

### Tendances générales de la culture homosexuelle après Stonewall
La révolte de Stonewall doit une partie de sa force symbolique au fait qu'elle tombe à une période ultra-riche en changements sociaux et culturels. Elle est incluse dans un changement de valeurs et une libération de la sexualité, qui deviennent visibles dans la révolution sexuelle et le mouvement hippie,.
Les homosexuels des deux sexes quittent en grand nombre les régions agricoles et les petites villes où ils ont grandi, et vont dans des villes comme San Francisco, New York, West Hollywood, Chicago, La Nouvelle-Orléans, Atlanta ou Houston, qui deviennent toujours plus des centres de la vie homosexuelle. Celle-ci se décompose vite en de nombreuses sous-cultures, qui ont chacune son point de rencontre. Après une époque où le monde hétérosexuel se tourne vers la mode unisexe et les leaders androgynes comme David Bowie, le prototype homosexuel masculin subit une virilisation drastique. Au début des années 1970 se diffuse le type social du soi-disant Castro Street Clone, bottes de cuir, jeans Levi's 501, veste de cuir et fine moustache, qui endurcit son corps régulièrement dans les fitness center. Le cuir et le jeans invitent à la promiscuité, fait dont les propriétaires d'établissements gays prennent compte par l’aménagement de backrooms. D'ailleurs les établissements commerciaux tels que les bars, les cinémas et les bains publics prennent progressivement dans la deuxième moitié du XXe siècle les fonctions que les Cruising Spots (lieux de drague) que les parcs et toilettes publics ont remplies jusqu'alors. Au cours des années 1970, l'activité se professionnalise et des sociétés se spécialisent dans l'organisation manifestations dansantes et autres soirées homosexuelles. Les Circuit party (en) durant jusqu’à deux jours et pouvant rassembler jusqu'à plus de 10 000 personnes, ne connaissent leur sommet que dans les années 1990. Le concept d’« homosexuel », chargé par l'histoire de la psychiatrie, est refusé par les militants, tout aussi bien que l'euphémisme « homophile ». À la place le mot « gay » utilisé jusqu'alors par les homophobes est récupéré, et réintroduit dans la langue courante avec une connotation neutre.
Les Black Panthers construisent des liens avec les mouvements pour les droits des personnes homosexuelles. En 1970, des militants homosexuels participent à la Revolutionary People's Constitutional Convention organisée par le Black Panther Party. Huey P. Newton, cofondateur du BPP, déclare : « Nous devons essayer de nous unir avec [les femmes et les homosexuels] dans une perspective révolutionnaire (…). Personne ne reconnaît aux homosexuels le droit à être libre. Ils sont peut-être la couche la plus opprimée de la société ».

### Mouvement homosexuel depuis Stonewall
Les événements de Stonewall forment une césure dans l'histoire des homosexuels aux États-Unis. Ils forment ainsi le point de départ pour une formation accélérée de réseaux et d'organisations dans cette sous-structure. Elle se renforce et prend confiance en elle-même, et change fondamentalement de programme politique. Tandis que les militants de la génération précédente, comme les représentants de la Mattachine society, ont lutté pour une plus grande acceptation sociale de l'homosexualité, les générations d'après Stonewall exigent une reconnaissance et une intégration sociale complète. À la suite d'une phase radicale et utopiste, qui reflue dès le début des années 1970, s'ensuit un engagement plus réaliste sur le plan politique, et orienté vers des réformes, visant la sécurité des droits citoyens et de l'égalité dans le discours.
Dans les années 1970, des médecins ont recours aux techniques dites aversives pour « guérir » les homosexuels. Des photos suggestives sont montrées aux patients qui se voient infliger des impulsions électriques en cas d'érection. Par la suite, ce sont les mouvements religieux qui prennent le relais. À partir de 1976, l'organisation évangéliste Exodus prétend avoir le pouvoir de « guérir l’homosexualité ». Des centaines d'autres organisations suivront son exemple. Quelque 700 000 personnes auraient été touchées par les thérapies de conversion aux États-Unis.

#### Auto-organisation
Dès 1969, les homosexuels américains utilisent à titre individuel le drapeau arc-en-ciel, inspiré de la chanson Over the Rainbow (par-delà l'arc-en-ciel) de Judy Garland dans le film Le Magicien d'Oz. Il est l’emblème à la fois de la fierté homosexuelle et aussi de la variété de leurs modes de vie. Sa forme définitive est due à Gilbert Baker (San Francisco, 1978)

Le drapeau arc-en-ciel, emblème international de la communauté LGBT, auparavant uniquement des homosexuels.

La politisation vécue lors des émeutes de Stonewall s'accompagne de la naissance d'organisations telles que le Front de libération gay (GLF), fondé à New York immédiatement après les émeutes. Contrairement à la Mattachine Society, le GLF se bat pour une reconstruction tous azimuts de la société. Pour le premier anniversaire des émeutes, le GLF organise la plus grande démonstration homosexuelle jamais connue dans le pays : une parade de Greenwich Village au Central Park avec plusieurs milliers de participants. C'est en même temps la première “Gay Pride parade”. Les méthodes de lutte politique se sont multipliées dans leur diversité et leur inventivité depuis les années 1960. Elles comprennent, à côté de manifestations (« picketing »), de distributions de tracts, et de boycotts, aussi par exemple des « Gay-ins » (recopiés sur les sit-ins), et des kiss-ins. En 1969, le militant du GLF Don Jackson attire beaucoup d'attention des médias, en essayant de fonder dans le Comté d'Alpine en Californie une colonie homosexuelle du nom de « Stonewall Nation »,,,.
En décembre 1969 voit le jour la Gay Activist's Alliance (GAA), qui choisit comme emblème la lettre grecque minuscule lambda : λ. Le GAA, qui contrairement au GLF possède une organisation interne rigoureuse, prend ses distances avec la préparation à la violence et l'agenda radical du GLF. Elle choisit pour son combat pour l'égalité des droits des homosexuels les moyens militants : pour gagner l’attention des médias, les membres du GAA conduisent les zaps qui sont pacifiques. Ils évitent par contre les confrontations avec les politiciens et les commentateurs de télévision, qu'ils ont appris à redouter.
Comme beaucoup de travestis et de personnes trans se sentent mal représentés par le GLF, ils fondent en 1970 leur propre organisation, la Street Transvestite Action Revolutionaries (STAR – Révolutionnaires de l'action travestie dans les rues). Peu après, en 1971, le Lambda Legal Defense and Education Fund, ou brièvement le Lambda Legal, voit le jour. C'est une organisation à but non lucratif, qui essaie de faire passer en jugement des cas juridiques choisis, afin de créer une jurisprudence, rouage essentiel du système de droit américain, sur laquelle d'autres homosexuels pourraient s'appuyer. En 1973, d'anciens membres du GAA fondent la National Gay Task Force (NGTF – Force de frappe nationale des gays), qui est vite renommée National Gay and Lesbian Task Force (en incluant les lesbiennes). Le but en est de conquérir l'égalité des droits des homosexuels au moyen du système législatif. Contrairement à bien d'autres institutions travaillant pour les droits de minorités, ces organisations ont des membres ayant des revenus confortables, et disposent donc pour le lobbying et les campagnes électorales de leurs candidats de sommes souvent considérables, ce qui leur donne une grande puissance politique,.
Comme alternative aux bars homosexuels, dont le public est souvent la proie de tarifs exorbitants, des cafés homosexuels, qui n'ont pas de but lucratif, naissent dans les années 1970 dans beaucoup de grandes villes. De plus, de nombreuses associations homosexuelles ouvrent des Community Centers (Centres communautaires), qui organisent des événements tournant autour de la danse ou de la culture.
En octobre 1979, les militants homosexuels organisent pour la première fois une March on Washington for Lesbian and Gay Rights (Marche sur Washington pour les droits des homosexuels), manifestation de démonstration dans la capitale fédérale avec plus de 100 000 participants. En 1980 est fondée la Human Rights Campaign, qui est aujourd'hui la plus nombreuse organisation de droits civiques des LGBT (lesbiennes, gays, bisexuels et transgenres) des États-Unis, qui fait du lobbying auprès du Congrès et soutient les candidats prêtant une oreilles aux demandes des LGBT.

#### Sadomasochisme homosexuel (BDSM)

Le Drapeau Cuir, emblème de la communauté cuir.

Après la Seconde Guerre mondiale, se développe au sein de la sous-culture biker américaine, dans des villes comme New York, Los Angeles et Chicago une communauté cuir homosexuelle, à laquelle de grandes parties du mouvement BDSM d'aujourd'hui peuvent se rattacher,,.
En 1972, Larry Townsend publie un Leatherman’s Handbook (Manuel de l'homme du cuir), où il résume les idées d'une communauté cuir, qui sera appelée plus tard la Vieille Garde. Dans les années 1990 naît en réaction à la Vieille Garde, qui se distingue par des préceptes stricts de conduite et de rôles, excluant largement les homosexuels, le mouvement évidemment appelé la Nouvelle Garde du cuir, qui admet un spectre plus large de formes d'expression sexuelle.

#### Développements de la culture lesbienne

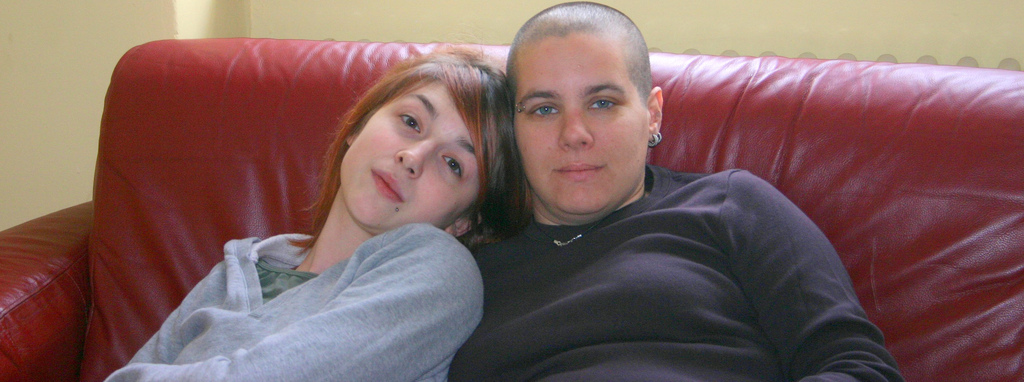
Couple lesbien.

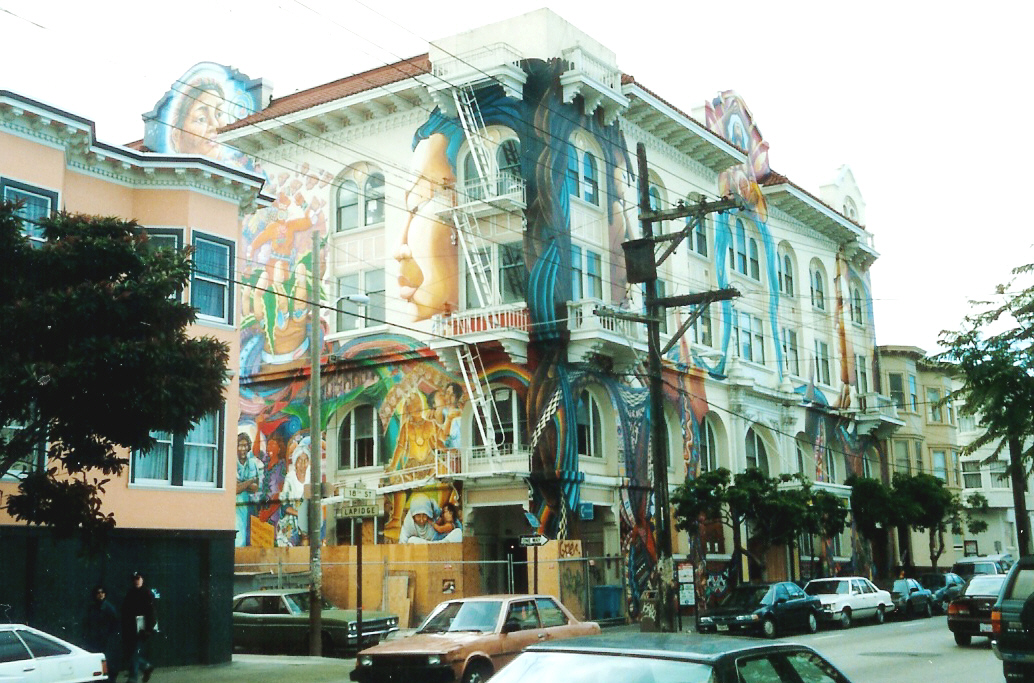
Le Women’s Building (maison des femmes), centre culturel féminin ouvert en 1979 dans le quartier très fréquenté par les lesbiennes du Mission District à San Francisco.

L'organisation la plus influente des lesbiennes américaines des années 1950 et 1960, les Daughters of Bilitis (DOB, Filles de Bilitis) tombe en ruines dans les années 1970, quand ses membres se disputent pour savoir si elles doivent soutenir le mouvement des droits des homosexuels ou le féminisme.

##### Féminisme lesbien
Beaucoup de lesbiennes ont l'impression que leurs intérêts ne seraient pas suffisamment représentés dans les organisations homosexuelles mixtes. En avril 1970, Rita Mae Brown et d'autres femmes se séparent du GLF et fondent les « Radicalesbians » ou « Menace lavande », qui n'aura qu'une courte existence. Leur « Manifeste de la femme identifiée comme femme » formule pour la première fois le concept de « féminisme lesbien », qui aura une grande influence sur le mouvement de libération de la femme. À la fin de l’été 1970 se sépare à son tour le mouvement des Gay Liberation Front Women,. En 1971 se dégage de la Gay Activists' Alliance un groupe de femmes qui s'organisent en Women's Subcommittee (sous-comité des femmes), et prend en 1972 le nom de Lesbian Liberation Committee (LLC – Comité de libération des lesbiennes).
Les féministes lesbiennes se voient doublement opprimées (par le sexisme et par l'homophobie), et sont persuadées que leurs intérêts sont diamétralement opposés à ceux des hommes, même homosexuels. Elles définissent le lesbianisme comme une orientation politique, et tombent ainsi en profond désaccord avec beaucoup de féministes hétérosexuelles. Il en résulte au début des années 1970 l'émergence d'une sous-culture féminine et lesbienne qui s'écarte volontairement des modèles patriarcaux et capitalistes. Elle s'organise et se structures sous forme de cafés, de librairies, de restaurants, de journaux, de banques, d'habitations collectives et d'organisation de concerts. Cette communauté de femmes est au moins autonome, et fonctionne parfois même en vase clos. Beaucoup de femmes donnent la préférence à cette forme de sous-culture féminine, en premier lieu en raison de leur relative pauvreté, tout du moins en comparaison de leurs équivalents masculins,.
Alors que les hommes homosexuels préfèrent vivre dans les « zones libérées » des grandes villes américaines, les féministes lesbiennes des années 1970 se concentrent en grand nombre dans les petites villes universitaires comme Ann Arbor, Northampton, Ithaca ou Boulder, ou encore à la campagne, où elles fondent des communautés lesbiennes, qui sont souvent repliées sur elles-mêmes. Parmi les plus connues, la communauté, The Furies Collective fondée en 1971 à Washington, D.C,.
Une particularité de la vie culturelle lesbienne-féministe, qui ne retrouve pas son homologue dans la communauté homosexuelle masculine, est le nombre de spectacles musicaux et de festivals en plein air, où les femmes se réunissent dans les années 1970. En 1970 a lieu le Michigan Womyn’s Music Festival - repris ensuite tous les ans. Les chanteuses écrivent elles-mêmes leurs chansons, pour y exprimer les sentiment qui rythment la vie lesbienne de l'époque. Parmi d'autres on peut citer, Holly Near, Meg Christian, Maxine Feldman, Alix Dobkin ou Cris Williamson,,.

##### Lesbiennes noires
Les lesbiennes de couleur ne se sentent pas représentées par les organisations fondées jusqu'alors, et décident donc d'en créer une qui défendrait leurs intérêts. Dès 1976 est fondée la Salsa Soul Sisters, organisation de lesbiennes noires, qui plus tard prend le nom de African Ancestral Lesbians United for Societal Change (Lesbiennes d'ascendance africaine unies pour changer la société). Puis suivent la Lesbian and Gay Asian Alliance (1979 – Alliance homosexuelle asiatique), les Lesbianas Unidas (1983 – Lesbiennes unies en espagnol) et les United Lesbians of African Heritage (Uloah) (1989 – Lesbiennes unies d'ascendance africaine),.

##### BDSM lesbien

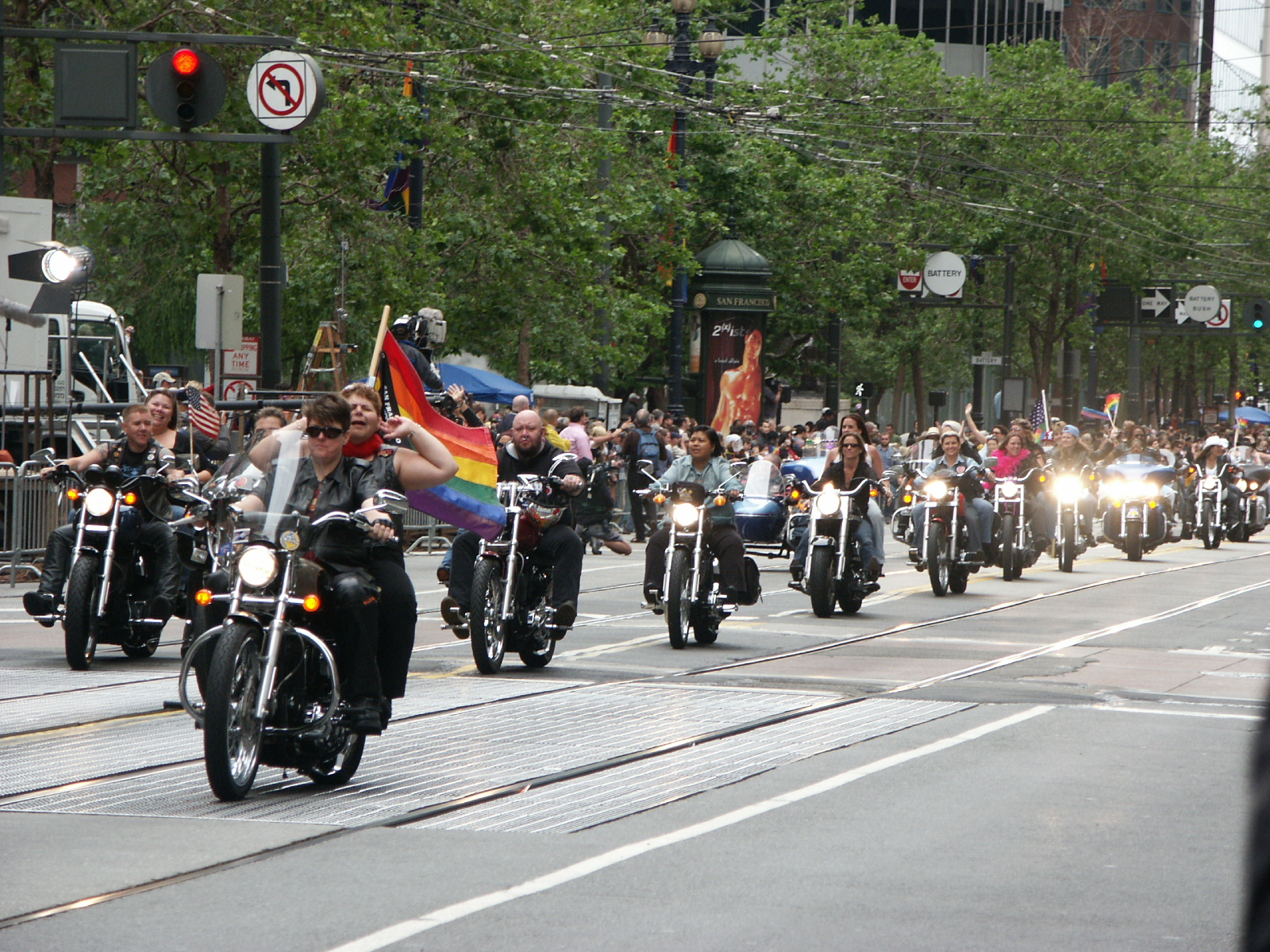
Dykes on Bykes (Lesbiennes à moto) à la San Francisco Pride de 2005.

En juin le groupe Samois voit le jour, avec pour slogan The Leather Menace (La menace du cuir). C'est la première organisation de lesbiennes féministes qui se déclarent politiquement en faveur des sado-masochistes lesbiennes. Leur manuel publié en 1981 Coming to Power (Arriver au pouvoir) gagne au sein du public lesbien l'acceptation du BDSM. Dès le début, les sadomasochistes femmes se disputent farouchement avec beaucoup de femmes du camp du féminisme lesbien, qui considèrent que le BDSM – autant que la pornographie de la violence ou la distribution de rôles butch-fem dans de nombreux rapports lesbiens – n'est qu'un rejeton particulièrement hostile à la femme des rapports de dominations patriarcale. Le débat sur le BDSM et la pornographie débouche sur les guerres de sexe féministes, dans lesquels les Samois sont vigoureusement attaquées par des groupes anti-porno, comme Women Against Violence in Pornography and Media (WAVPM – Femmes contre la violence dans la pornographie et les médias), ou Women Against Pornography (Femmes contre la pornographie). En contre-projet envers le modèle de sexualité des féministes lesbiennes, Pat Califia, Gayle Rubin et autres sadomasochistes, élaborent le féminisme sex-positive (positif envers le sexe), qui part du principe que la liberté sexuelle n'existe que si réellement toute forme d'expression sexuelle peut être choisie.

#### Mouvement de coming-out
Depuis les années 1970, beaucoup de Gay-Libbers (abréviation de Gay Liberation – libération des gays) utilisent le slogan « Out of the closets, Into the streets ! » (Hors des placards, dans la rue !) et s'appuient d'une part sur la conception que les droits de la personne sont une affaire politique et doivent être visibles en public, et d'autre part sur de nouvelles études comme celle de Martin S. Weinberg et Colin J. Williams (Male Homosexuals, 1974), qui démontrent que les homosexuels qui ont fait leur coming-out vont mieux que les hommes qui tiennent leur homosexualité cachée. Dans la communauté homosexuelle croît cependant la pression pour se déclarer exclusivement homosexuel. Les personnes qui se désignent elles-mêmes comme bisexuelles courent le danger d'être elles-mêmes accusées d'homophobie. Ceux qui ne se conforment pas au modèle, travestis, personnes trans ou autres, sont aussi exclus.
Beaucoup de Gay-Libbers sont favorables au dévoilement sur la place publique de l'homosexualité des célébrités, qui elles de leurs côtés veulent absolument l'éviter. Comme d'autres tiennent cette pratique comme une ingérence intolérable dans la sphère privée, une vive controverse se déclenche au sein de la communauté homosexuelle. Le premier coming-out obligé concerne un homme politique : en 1989, des militants homosexuels, au cours d'une manifestation publique, confrontent le sénateur républicain de l'Oregon, Mark Hatfield, avec l'affirmation qu'il est homosexuel. Plus tard suivent des personnalités telles que le correspondant de NBC Pete Williams, l'éditeur Malcolm Forbes, l'acteur Richard Chamberlain, la chanteuse pop Chastity Bono et le membre du Congrès Edward Schrock (en). Le mouvement de coming-out est soutenu aussi par le journalisme d'investigation de nouveaux périodiques homosexuels comme OutWeek. Pour parer à un coming-out obligé qui se prépare, le Gouverneur du New Jersey, James McGreevey communique lui-même aux médias en 2004 le fait qu'il est homosexuel,,.
Beaucoup de personnalités connues font leur coming-out spontanément, par exemple : le chef du service de santé de New York Howard Brown (1973), le populaire joueur de football américain David Kopay (1977), la championne de tennis Martina Navrátilová (1980), le joueur de baseball Glenn Burke (1982), et le pionnier de la gestion de mécénat (fundraising) Marvin Liebman (1990). Depuis 1988, on célèbre aux États-Unis chaque année le « jour du coming-out ».

### Politique et jurisprudence

#### Soutien par les personnalités politiques traditionnelles
Au début des années 1970, le mouvement des droits civiques des homosexuels trouve pour la première fois le soutien de politiciens établis, parmi lesquels avant tout Edward I. Koch, Arthur Goldberg, Charles Goodell, Richard Ottinger (en), Robert Abrams (en) et Bella Abzug. À ce moment les politiciens reconnaissent pour la première fois que les voix d'électeurs homosexuels sont un trésor à ne pas négliger. En réalité, ces voix ne deviennent décisives pour un scrutin qu'en 1992, pour la candidature au poste de Président de Bill Clinton ; après son élection, Clinton nomme presque 100 homosexuels déclarés dans son gouvernement, parmi lesquels Roberta Achtenberg (en) et Bob Hattoy (en), déjà malade du sida.

#### Suppression des lois contre la sodomie
Les pratiques homosexuelles comme le coït anal ou oral, traditionnellement désignées sodomy dans le langage juridique anglais, sont passibles d'une peine dans tous les États américains jusqu'en 1962, et sont sanctionnées par des amendes et des emprisonnements parfois longs. Quoique ces lois soient faites contre les homosexuels, les hétérosexuels leur sont également soumis en principe. L'Illinois est, en 1962, le premier État américain à abroger sa loi anti-sodomie. À la suite du mouvement sur les droits civiques des homosexuels, de nombreux États suivent, dans les années 1970 : Connecticut (1971), Colorado, Oregon (1972), Delaware, Hawaï (1973), Massachusetts, Ohio (1974), New Hampshire, Nouveau-Mexique, Dakota du Nord (1975), Californie, Maine, Washington, Virginie-Occidentale (1976), Indiana, Dakota du Sud, Vermont, Wyoming (1977), Iowa, Nebraska (1978) et New Jersey (1979). Presque toujours, l'initiative de l’abrogation est due au pouvoir législatif ; ce n'est qu'au Massachusetts que l’abrogation a découlé d'une décision de la Cour suprême des États-Unis.

#### Poursuites pénales
Jusqu'à l’abrogation des lois contre la sodomie, cela fait partie de la routine de la police que d'attirer les homosexuels dans un piège par des agents provocateurs, dans des toilettes publiques ou lieux similaires, et de les y arrêter pour obscénité. À l'occasion, des personnalités connues sont atteintes par cette pratique humiliante, par exemple le mathématicien et futur Prix Nobel d'économie John Forbes Nash, qui est arrêté en 1965 à Santa Monica. La police de New York interrompt cette pratique, dont le sommet est atteint dans les années 1950, sous la pression de la Mattachine Society en 1966. Dans d'autres États, le « piégeage » dans les toilettes publiques a été pratiqué jusqu'à l’abrogation de la loi sur la sodomie. Mais l'attention a été attirée notamment par l'arrestation du politicien républicain Gaylord Parkinson (en) à San Diego (1974), du premier adjoint au maire, Maurice Weiner (en), à Los Angeles (1976), du Major General (général de division) Edwin A. Walker à Dallas (1976), du représentant au Congrès Jon Hinson à Washington, D. C. (1981) et du chanteur pop George Michael à Los Angeles (1998). Le membre du Congrès Robert Bauman est puni de prison en 1980 pour avoir eu des relations avec un prostitué mineur,,,.

#### Autres lois et pratiques discriminatoires
Les interdits sur la sodomie ne sont pas les seules règles discriminatoires à l'égard des homosexuels aux États-Unis. D'innombrables lois et règlements fédéraux, d'État ou locaux conduisent à ce que les homosexuels soient défavorisés pour le travail, la location, et l’assurance ; la première compagnie d'assurances à traiter sur le plan de l'assurance-vie les couples homosexuels de la même manière que les couples mariés est la MetLife en 1976. Les couples homosexuels ont souvent du mal à se faire enterrer dans la même tombe. Les baisers, embrassades et danses serrées sont la plupart du temps impensables. Dans beaucoup de villes américaines subsistent des règlements locaux interdisant le travestissement. Jusqu'en 1990, l'INS, autorité d'immigration en Amérique (Immigration and Naturalization Service - Service d'immigration et de naturalisation), peut aussi refuser aux étrangers homosexuels l'entrée aux États-Unis. Ceci cause des difficultés aux étrangers souhaitant venir habiter chez leur partenaire américain,.

#### Droits sociaux et d'adoption
Jusque dans les années 1970, un homosexuel dont le partenaire a besoin de soins de santé ne peut faire profiter à ce dernier de son assurance maladie. Ils ne peuvent pas non plus adopter d'enfant, ni même avoir une autorité parentale ; souvent les droits de garde et de visite pour leurs propres enfants leur sont retirés. En juin 1972, un tribunal de San José accède pour la première fois à la demande d'une femme lesbienne qui demande l'autorité parentale pour ses trois enfants. En mai 1974, à Philadelphie, le droit de garde est donné à un couple de lesbiennes pour un enfant qui n'est biologiquement parent ni de l'une ni de l'autre,. Dans les années 1990, les hommes conquièrent dans certains États (p.ex. New York en 1992) le droit d'adopter les enfants biologiques de leur compagnon (second parent adoption). Déjà en 1990, la cour suprême d'Ohio permet à un homme homosexuel d'adopter un enfant recueilli et lourdement handicapé. En octobre 1997, un tribunal du New Jersey accorde pour la première fois à un couple homosexuel le droit d'adopter en commun un enfant qui n'a de lien biologique avec aucun des deux (joint adoption),,,.

### Personnalités homosexuelles et postes politiques

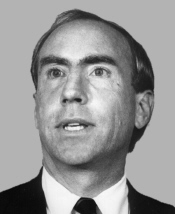
Gerry Studds, député à la Chambre des Représentants, fait en 1983 son coming-out et est réélu six fois ensuite.

La première titulaire d'un poste politique aux États-Unis, qui a dévoilé publiquement son homosexualité est Nancy Wechsler, qui a été membre élu du conseil municipal d'Ann Arbor, Michigan de 1972 à 1974. Sa successeure, Kathy Kozachenko, a été la première lesbienne à avoir été élue après avoir fait son coming-out. Elle a fait partie du conseil municipal de 1974 à 1976. Les deux politiciennes faisaient partie du Human Rights Party.
Elaine Noble fait son coming-out pendant son premier séjour à la chambre des représentants du Massachusetts, où elle a été élue en 1974. Elle gagne sa réélection en 1976, mais subit la pression de la campagne homophobe lancée en 1977 par la chanteuse Anita Bryant. De même, Allan Spear, membre du sénat du Minnesota, annonce son homosexualité en 1974 ; et il se fait réélire sans problème en 1976.
Un des politiciens publiquement homosexuels les plus connus est Harvey Milk, qui est conseiller municipal depuis 1977 à San Francisco. Il est assassiné en novembre 1978 avec le maire George Moscone par Dan White, un ancien conseiller municipal. Quand White est jugé coupable seulement de meurtre, cela déclenche en mai 1979 ce qu'on appelle les White Night Riots (émeutes des nuits blanches), une révolte violente d'une partie de la population homosexuelle de San Francisco.
En 1979, le Président Jimmy Carter nomme la politicienne lesbienne Jill Schropp au National Advisory Council on Women (Conseil consultatif national sur les femmes). En 1980, Melvin Boozer (1945–1987), un militant homosexuel noir de Washington, D.C. est pris en compte comme candidat pour le poste de Vice-Président des États-Unis à la convention des démocrates à New York ; il est néanmoins battu dans le vote final par le candidat Walter Mondale. Mais comme dans les élections suivantes, c'est le républicain Ronald Reagan qui est élu président, c'est son colistier George H. W. Bush qui prend le poste de Vice-président.
Les postes les plus haut placés atteints par des homosexuels déclarés, ou qu'ils ont pu conserver après leur coming-out sont des sièges à la Chambre des Représentants. Gerry Studds (démocrate) a fait partie de la Chambre de 1973 à 1997, Barney Frank (démocrates depuis 1981, Steven Gunderson (républicain) de 1980 à 1996 et James Thomas (Jim) Kolbe (républicain) de 1985 à 2006. En 1960, l'écrivain et militant homosexuel Gore Vidal s'était présenté en vain pour ce genre de mandat.

### Homosexualité dans les médias

#### Dans la presse
Bien que dans les années 1970 il n'y ait encore aucun reporter ouvertement homosexuel dans les journaux américains nationaux, il parait toujours dans la presse des articles sur le thème qui fournissent au public matières à réflexion. Par exemple l'essai controversé de Joseph Epstein : Homo/Hetero: The Struggle For Sexual Identity (Homo/hétéro : la lutte pour l'identité sexuelle – Harper's, septembre 1970) et l'essai de Merle Miller What it Means to Be a Homosexual (Ce que signifie d'être homosexuel – New York Times Sunday Magazine, janvier 1971). Avec cette publication, Miller devient la première personnalité homosexuelle de la presse grand public américaine. À la fin des années 1970, Joe Nicholson du New York Post en fait de même. En 1981, Randy Shilts devient correspondant au San Francisco Chronicle. On considère Shilts comme le premier journaliste ouvertement homosexuel à écrire sur des thèmes homosexuels dans un grand journal américain,.
Le journal homosexuel The Advocate est aujourd'hui le plus ancien journal LGBT américain. Lancé à Los Angeles, il paraît sans interruption depuis 1967. Une revue lesbienne est créée en 1971, The Lesbian Tide, avec l'ambition d'être aussi largement diffusée que The Advocate, qui s'adressait à l'époque à un public gay masculin.
Immédiatement après la révolte de Stonehall commencent la publication des journaux Gay Sunshine (San Francisco), Fag Rag (Boston), Gay Insurgent (Philadelphie), Gay Power (New York) et Gay Liberator (Detroit). Dans les années 1970, d'autres suivent comme Gay Community News (GCN) (Boston), Christopher Street et The Lesbian Feminist (New York City), RFD (Liberty, Tennessee), The Amazon Quarterly (Oakland), The Furies (Washington, D. C.), Lesbian Tide (Los Angeles), Womanspirit (Wolf Creek) et Lavender Woman (Chicago). Le Gay Liberation Front publie jusqu'en 1972 un magazine intitulé Come Out!,.

#### Télévision

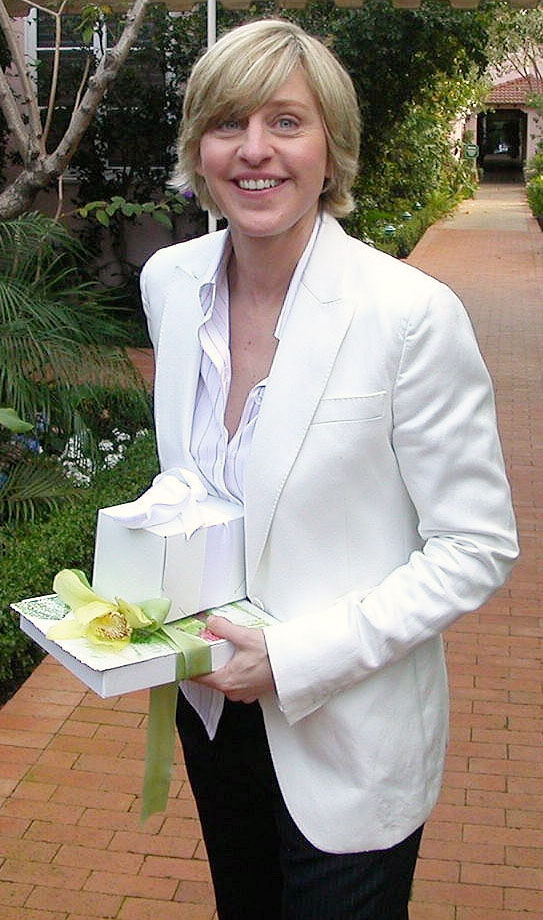
L'actrice Ellen DeGeneres, une des premières personnalités ouvertement lesbiennes à la télévision américaine.

Ce n'est que tard dans les années 1960 que l'homosexualité apparaît à la télévision, notamment avec le film documentaire de la CBS The Homosexuals. Le film, diffusé pour la première fois en 1967, est vu en prime time par 40 millions de téléspectateurs, et fournit des informations sur l'homosexualité à plus d'Américains que toute tentative précédente, qu'elle soit journalistique ou artistique. À compter de cette date, Phil Donahue assure une présence homosexuelle dans les médias, étant le premier animateur à en inviter régulièrement dans son Talk-show diffusé au niveau national (1967–1997). En 1972, ABC diffuse le téléfilm That Certain Summer, qui pour la première fois dans ce genre fait d'un homosexuel un portrait sympathique. En 1973, PBS diffuse en prime time, s'attirant ainsi une forte audience auprès du public et de la critique, le film An American Family, documentaire de douze heures sur la vie quotidienne d'un jeune homosexuel. En octobre 1976, commence avec Blueboy Forum, pour la première fois dans l'histoire de la télévision américaine un programme homosexuel régulier,.
En 1981, Love, Sidney est la première série de fiction de télé dont le personnage principal est homosexuel. Au même moment, des personnages secondaires homosexuels apparaissent dans des séries à forte audience, comme le clan Denver (1981–1989), Brothers & Sisters (1984–1989), Doctor Doctor (1989–1991) et Melrose Place (1992–1999). En été et automne 1994 MTV diffuse sa série documentaire The Real World: San Francisco. Simultanément, on produit des séries dont le personnage principal est ouvertement homosexuel, comme Ellen (1994–1998), Will et Grace (1998–2006), Normal, Ohio (2000–2001) ou Queer as Folk (2000–2005) et The L Word (2004-2009).

### Réaction
L'entrée d'homosexuels des deux sexes en politique conduit dans les années 1970 à une polarisation de la société américaine. L'homosexualité n'est acceptée que par une minorité ; dans les sondages d'opinion, 70 % des interrogés se déclarent contre les rapports homosexuels.
En 1973 commence une série d'actes de violence contre les institutions homosexuelles. Le 24 juin 1973, dans un incendie du bar homosexuel UpStairs Lounge à La Nouvelle-Orléans, 32 personnes perdent la vie. Le 27 juillet 1973, le sanctuaire de la Metropolitan Community Church à San Francisco est incendié. En octobre 1974, le quartier général de la Gay Activist’s Alliance à New York prend feu. Le 11 décembre 1977, les Castro Steam Baths de San Francisco sont détruits par un incendie. On ne compte plus les attaques verbales et corporelles contre les individus homosexuels, attaques pour lesquelles est formée la locution anglaise « Gay-Bashing » (sous sa forme la plus vile, « casser du pédé »). Ces attaques sont très violentes, en 1998 l'assassinat de Matthew Shepard a suscité une grande émotion à l'international. Le FBI rapporte encore en 2005 que 14,2 % des délits haineux sont dirigés contre les homosexuels,.
Depuis le début des années 1970, le nombre des organisations et mouvements qui refusent l'homosexualité pour diverses raisons, ne cesse de croître. Beaucoup de personnes se rassemblent dans le mouvement ex-gay – souvent des personnes proches de l'évangélisme – qui considèrent toujours l'homosexualité comme une maladie, et qui comptent sur des thérapies pour guérir ces patients. Parmi les organisations que ce mouvement a suscitées on compte notamment d'inspiration chrétienne Love in Action (depuis 1973), celle proche de l'interconfessionnalisme Exodus International (1976), celle inspirée des alcooliques anonymes Homosexuals Anonymous (en), la catholique Courage international, toutes deux de 1980, la Richard Cohens International Healing Foundation (1990), l'association de parents PFOX (en) (1998), l'organisation juive
JONAH (en) (1999) et la non-confessionnelle People Can Change (en) (2000).
En 1977, la chanteuse populaire Anita Bryant commence sa campagne pour le retrait d'une loi contre les discriminations à caractères homosexuels dans le comté de Dade en Floride. La chanteuse, convaincue que l'homosexualité est un péché, organise aussi un groupe politique soutenu par les médias nationaux, Save Our Children (Sauvons nos enfants), qui se donne comme but le combat contre un supposé « recrutement » des enfants par les homosexuels, et en appelle par là aux peurs stéréotypées largement répandues parmi les hétérosexuels. Parmi les soutiens d'Anita Bryant, on compte, outre le Gouverneur de Floride, l'évêque catholique romain de Miami, et le président des B'nai B'rith de Miami Beach, ainsi que le télévangéliste baptiste fondamentaliste Jerry Falwell,, qui fonde en 1979 la Moral Majority, une organisation qui doit “déclarer la guerre” à l'homosexualité. Le président de la Moral Majority à Santa Clara (Californie), Dean Wycoff, explique en 1982, qu'il soutient la réintroduction de la peine de mort pour les homosexuels. Le prédicateur à la télévision Pat Robertson et le fondateur de l’American Family Association (Association américaine de la famille), Donald Wildmon, mènent des campagnes anti-homosexuels analogues. Tous deux trouvent une grande audience parmi les chrétiens fondamentalistes : plusieurs centaines de milliers d'entre eux viennent en avril 1980 participer à une manifestation organisée à Washington, D.C. sous le titre Washington for Jesus (en).
Dans les années 1990, les campagnes anti-homosexuels sont aussi soutenues par les hommes politiques conservateurs classiques. À leur convention de 1992, les républicains décident un agenda anti-homosexuel, qu'ils regroupent avec d'autres points de leur programme sous le titre Family Values (Valeurs familiales). Pat Buchanan, qui se présente en 1992 et 1996 pour une nomination comme candidat républicain à la présidence, appelle à la « guerre culturelle » contre les partisans des droits civiques pour les homosexuels des deux sexes. George H. W. Bush, son vice-président Dan Quayle, le représentant au Congrès Newt Gingrich et d'autres éminents représentants des Républicains défendent les mêmes positions, sur un ton moins agressif. Le Sénateur américain Jesse Helms est également connu pour ses initiatives anti-homosexuelles.
Parmi les opposants à l'émancipation homosexuelle ont compté depuis toujours des organisations de suprématie raciale comme le Ku-Klux-Klan.

## 1981-2000

### Sida

Statistiques : Développement du sida aux États-Unis. Dans les années 1980, il y a plus de malades du sida que dans tout autre pays du monde. Bien que la communauté homosexuelle pratique dès 1982/83 les rapports protégés, l'épidémie n'atteint son sommet qu'en 1993.

En 1981, beaucoup d'homosexuels tombent malades d'une maladie alors diagnostiquée comme sarcome de Kaposi. Les Centres pour le contrôle et la prévention des maladies (CDC) introduisent la désignation de « cancer des homosexuels », qui devient plus tard le « déficit immunitaire relié à l'homosexualité ». Ce n'est qu’en 1982 qu'est introduit le terme « Syndrome d'immunodéficience acquise », plus connu sous son acronyme SIDA. Comme la maladie est découverte parmi les hommes homosexuels, elle passe jusque dans les années 1980 pour une maladie des homosexuels, et est aussi stigmatisée comme telle. Chez certaines personnalités de la vie publique, comme l'acteur Rock Hudson, l'artiste Liberace, le joueur de football Jerry Smith, le conseiller de McCarthy Roy Cohn – la connaissance de leur maladie conduit à un coming-out involontaire. Certains chrétiens fondamentalistes comme Jerry Falwell désignent le sida comme « God’s punishment for homosexuals » (Punition divine des homosexuels). Le président des États-Unis Ronald Reagan, dont le mandat coïncide avec une dérive droitière générale de la politique et un accroissement de l'influence des évangélistes ne commence à parler du sida en public qu'en 1987,.
Le public homosexuel des États-Unis réagit à cette maladie avec un choc profond, suivi bientôt par un mouvement de solidarité. Dès août 1981 naît à New York l'organisation de secours Gay Men's Health Crisis (GHMC – Crise sanitaire des hommes homosexuels). Quoique les autorités de santé n'entreprennent au départ aucun travail de recherche sur les voies de contamination de cette maladie, les homosexuels commencent dès 1983 à changer fondamentalement leurs pratiques sexuelles. La première brochure avec des informations sur le Safer sex (Sexe plus sûr) paraît en 1982 à San Francisco. Comme le gouvernement et le Congrès au départ ne consacrent guère de crédits à la recherche sur la maladie, la chercheuse en médecine Mathilde Krim fonde en 1983 la AIDS Medical Foundation (Fondation médicale sur le sida) d'où est issue en 1985 la American Foundation for AIDS Research (Fondation américaine pour la recherche sur le sida), qui est soutenue par la suite par des personnalités comme Elizabeth Taylor, Barbra Streisand, Woody Allen et Warren Beatty, pour être efficace vis-à-vis du public,,,.
En 1985, le programme de secours People With AIDS Coalition (PWAC – Coalition pour les gens avec le sida) est fondé. En 1987, le groupe militant AIDS Coalition to Unleash Power (Act Up – Coalition pour déchaîner la puissance contre le sida) se forme, avec notamment pour but de se battre pour une présentation appropriée du thème du sida dans les médias. En 1987, commence aussi à San Francisco la NAMES Project Foundation, avec l'organisation de l’AIDS Memorial Quilt (Couverture-souvenir du sida), avec laquelle des milliers d'Américains peuvent laisser un souvenir de leur proche mort du sida, et qui est proposée en 1989 pour le Prix Nobel de la paix,.
Beaucoup de points de rencontre d'homosexuels – avant tout des établissements de bains – ferment pendant la crise du sida ; en même temps se soulève une controverse pour savoir si justement il ne vaudrait pas mieux soutenir ces points de rencontre et les utiliser pour la diffusion des voies de contagion par le VIH (virus du sida) et des méthodes pour se protéger sans se priver de sexe. À la même époque les entreprises qui offrent du sexe par téléphone sont florissantes ; avec la diffusion de l'internet, les forums de cybersexe prennent une importance croissante dans les années 1990.

### Politique et jurisprudence
L'abrogation des lois relatives à la sodomie s'arrête à la fin des années 1970. En 1980, les États d'Alaska, de New York et de Pennsylvanie abrogent leurs lois, et le Wisconsin les suit en 1983, cependant pour les États très peuplés de New York et de Pennsylvanie, l'abrogation ne provient pas d'une intervention législative, mais d'une décision judiciaire.
Au milieu des années 1980, l'homosexualité reste passible d'une peine dans la moitié des États, et la crise du sida mobilise tant les forces des militants homosexuels que la décriminalisation de l'homosexualité passe provisoirement en seconde urgence, et ne reprend qu'au début des années 1990. Après ce pic dans la crise, le premier État à supprimer sa loi contre la sodomie est en 1992 le Kentucky. Puis suivent en 1993 le Nevada, en 1995 le District of Columbia, en 1996 le Tennessee, en 1997 le Montana, en 1998 la Géorgie et Rhode Island, en 1999 le Maryland, en 2001 l’Arizona et le Minnesota, et en 2002 l'Arkansas. Le 26 juin 2003, un arrêt de la Cour suprême des États-Unis (Lawrence v. Texas) fait cesser d'être en vigueur aux lois contre la sodomie des États qui ne l'avaient pas encore abrogée : Alabama, Caroline du Nord, Caroline du Sud, Floride, Idaho, Kansas, Louisiane, Michigan, Mississippi, Missouri, Oklahoma, Texas, Utah et Virginie. Ce jugement a aussi comme conséquence que les États ne peuvent plus fixer un âge de majorité sexuelle pour les rapports homosexuels, différent de celui fixé pour les rapports hétérosexuels,.
Outre la décriminalisation de la sexualité homosexuelle, les organisations politiques se battent aussi contre la discrimination dans les domaines les plus divers de la vie. En 1984, la ville universitaire californienne de Berkeley est la première municipalité à attribuer aux fonctionnaires municipaux homosexuels qui ont une vie de couple stable les mêmes avantages sociaux qu'aux couples mariés. En 1986, on réussit à faire passer à New York City une règlementation qui interdit aux employeurs et bailleurs de pratiquer une discrimination des homosexuels. En 1992 des lois similaires suivent pour tout l'État en Californie, Connecticut, Hawaï, Massachusetts, New Jersey, Vermont et Wisconsin,,.
Le deuxième amendement constitutionnel voté en 1992 dans le Colorado attire une grande attention. Cette loi constitutionnelle statue que dans le Colorado, aucune loi ou autre règlementation ne peut être promulguée si elle amène à donner à des personnes sur la base du fait qu'ils sont homosexuels ou bisexuels une protection de minorité, une définition de quotas, un statut protégé ou une protection contre les discriminations. Les règlementations anti-discriminatoires telles qu'elles existent déjà à Aspen, à Denver et à Boulder deviennent par conséquent nulles et non avenues. Le public homosexuel des deux sexes réagit à l'amendement avec un boycott de l'État, qui ne finit que quand la Cour suprême des États-Unis supprime à son tour cette disposition en 1996 dans son arrêt Romer v. Evans. La motivation de l’arrêt est que l'amendement ne vise que les catégories « homosexuel ou bisexuel », et non pas le cas des hétérosexuels, qui pourraient, eux, bénéficier de dispositions anti-discriminatoires, ce qui est contraire à la Constitution fédérale.

### Organisations
Depuis les années 1980, beaucoup de nouvelles organisations LGBT naissent aux États-Unis. Depuis 1985 le mouvement Gay & Lesbian Alliance Against Defamation (GLAAD – Alliance homosexuelle contre la diffamation) s'oppose à une présentation diffamatoire de l'homosexualité dans les médias. En 1987, l'International Foundation for Gender Education (IFGE – Fondation internationale pour l'éducation sur le genre) est fondée, pour défendre les droits des personnes trans. En 1990, quelques militants d'Act Up forment la Queer Nation (en), une organisation assez lâche, qui invente le slogan : « We’re here. We’re queer. Get used to it » (« Nous sommes là, nous sommes bizarres, habituez-y vous »), et qui essaie d'augmenter la visibilité des homosexuels dans la vie quotidienne par des actions militantes isolées. Depuis 1992, le Lesbian Avengers poursuivent un programme semblable. La période depuis 1990 a la caractéristique de voir émerger des organisations spécialisées en faveur des intérêts de groupes de personnes d'identités de plus en plus spécialisées. Au XXIe siècle on trouve ainsi des organisations de personnes transgenres comme le Sylvia Rivera Law Project, le Transgender Law Center (tous deux de 2002) et le National Center for Transgender Equality (en) (2003),,,. Dans les territoires organisés non incorporés également, ce type d'organisation se développe, à l'instar de Trans Goofy Games, porté par l'activiste Ivana Fred à Porto Rico.

### Journalisme LGBTI+
Dans les années 1980, Randy Shilts a écrit sur le sida (And the Band Played On – Et l’orchestre continuait à jouer – Reportage, 1987). Depuis cette époque est apparue tout un ensemble de journaux s'adressant au public homosexuel, comme Frontiers (en) (1981), le magazine lesbien Curve (1991), Out (1992) et Instinct (en) (1997).
Depuis les années 1990, le public LGBTI+ a renoncé aux appellations gay ou lesbien, au profit du terme queer (bizarre), qui est entendu au sens plus général qu'homosexuel, et qui comprend aussi les bisexuels, les personnes trans, les intersexes, et autres personnes qui refusent l'hétérocentrisme.

### Service militaire
Entre les années 1940 et 1993, il a été interdit aux homosexuels de servir dans les forces armées des États-Unis. La Défense est ainsi le dernier plus gros employeur des États-Unis à pratiquer encore officiellement la discrimination à l'égard des homosexuels. Des militants comme Leonard Matlovich se sont déjà battus depuis les années 1970 pour pouvoir appartenir aux forces armées comme homosexuels ouverts. Depuis 1988, il s'inscrit dans le Military Freedom Project de la National Gay and Lesbian Task Force (Projet Liberté militaire de la force de frappe nationale homosexuelle). Après que Bill Clinton a promis pendant la campagne électorale présidentielle de rendre accessible le service militaire aux homosexuels, il se met d'accord (1993) avec le commandement militaire, après de longues négociations, sur la ligne de conduite Don't ask, don't tell (Ne demande pas, ne dis pas). Ensuite, les homosexuels peuvent jusqu'à maintenant servir dans les forces armées, tant qu'ils ne font pas état de leur orientation homosexuelle. En échange, ils sont protégés de représailles et d'interrogatoires sur leur orientation sexuelle. Beaucoup de militants, qui se sont battus pour la liberté d'être ouvertement homosexuels, ressentent ce compromis comme un pas en arrière,,,. En mai 2010, la Chambre des Représentants des États-Unis accepte la suppression de la règle Don't ask, don't tell. À l'avenir, les soldats ouvertement homosexuels pourront servir dans les forces armées.

### Union civile et mariage homosexuel

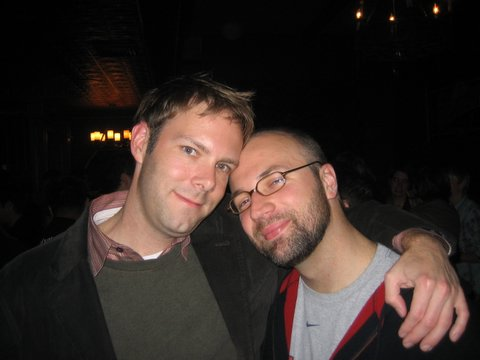
Couple marié en 2005.

Avec l'impression que la culture homosexuelle ne peut subsister à long terme qu'avec le modèle d'unions stables, les militants homosexuels commencent à la fin des années 1980 à lutter pour une cohabitation légale (civil union), un partenariat enregistré (domestic partnership) ou un mariage civil de personnes de même sexe (same-sex marriage). Berkeley est en 1984 la première ville américaine où les couples homosexuels peuvent se faire enregistrer. Dans la capitale fédérale de Washington, les partenariats enregistrés deviennent légaux en 1992, et ils donnent aux couples homosexuels des droits semblables à ceux des couples mariés. Plus tard font de même la Californie (1999), le Maine (2004), le Washington (2006) et l'Oregon (2008). Le premier État dans lequel les couples de même sexe peuvent se marier est le Massachusetts en 2004. Suivent la Californie (2008, repris en 2013), le Connecticut (2008), l'Iowa (2009), le Vermont (2009), le New Hampshire (2010), Washington, D.C. (2010), l'État de New York (2011), l'État de Washington (2012), le Maine (2012), le Maryland (2013), Rhode Island (2013), le Delaware (2013) et le Minnesota (2013),,.
L'avant-garde des combattants pour le mariage homosexuel peuvent noter un premier succès, quand la Cour suprême d'Hawaï dans l’affaire Baehr v. Miike décide que le refus de délivrer un certificat de non-opposition au mariage à un couple homosexuel représente aux termes de la Constitution de l'État d'Hawaï un cas de discrimination sexuelle. En 1996, le président Clinton promulgue toutefois le Defense of Marriage Act (« loi pour la défense du mariage ») dont les deux points principaux sont :
- les dispositions concernant les unions homo- ou hétérosexuelles prises dans une circonscription des États-Unis échappent au principe de reconnaissance réciproque posé par la Constitution ;
- le mariage est défini comme l'union entre un homme et une femme.

Même Hawaï adopte en 1998 un amendement constitutionnel (no 2) qui autorise le législateur à ne pas autoriser les mariages homosexuels dans cet État,,. Toutefois, le législateur hawaïen peut modifier la définition du mariage, ce qui est à nouveau envisagé en janvier 2013, après le long veto exercé par l'ancienne gouverneur Linda Lingle.

## XXIesiècle
Au printemps 2004, le maire de San Francisco nouvellement élu Gavin Newsom suscite l'attention internationale quand il donne la consigne à l'officier d'état civil du comté de délivrer des certificats de non-opposition au mariage également aux couples homosexuels. À partir du 12 février 4 000 couples se marient, jusqu'à ce que, le 11 mars 2004, la Cour suprême de Californie décide que ces mariages sont nuls. Le premier État dans lequel des mariages homosexuels peuvent être faits légalement est le 17 mai 2004 le Massachusetts, où la Cour suprême décide le 18 novembre 2003 dans le cas Goodridge v. Department of Public Health que les avantages légaux dont jouissent les couples hétérosexuels mariés, ne peuvent pas être refusés aux couples de même sexe.
Le 26 juin 2013, la Cour suprême des États-Unis abroge le Defense of Marriage Act, qui définit le mariage comme l'union d'un homme et d'une femme, le jugeant anticonstitutionnel. Dès lors, bien que non reconnu dans tous les États fédérés du pays, le mariage homosexuel célébré dans les États l'autorisant ou à l'étranger, est reconnu par le gouvernement fédéral. Le 26 juin 2015, la Cour suprême des États-Unis prend la décision de légaliser le mariage homosexuel dans tout le pays par le rendu Obergefell v. Hodges. Le droit constitutionnel du mariage entre personnes de même sexe est basé sur le XIVe amendement de la Constitution des États-Unis.
En juin 2020, la Cour suprême estime dans son arrêt Bostock v. Clayton County, Georgia que le Civil Rights Act de 1964 protège les personnes homosexuelles et transgenres dans le domaine de l'emploi, interdisant les pratiques discriminatoires en la matière dans l'ensemble du pays. Il s'agit de la première décision de la plus haute juridiction américaine apportant une protection juridique aux personnes transgenres.
La proportion d'Américains qui rejettent l'homosexualité diminue notablement depuis la révolte de Stonewall. En 1970, elle est de 70 %. En 2007, elle diminue à 50 % contre l'homosexualité masculine et 48 % contre l'homosexualité féminine. Environ 38 % des citoyens américains ont maintenant une idée positive sur les homosexuels. Dans beaucoup de villes, municipalités ou États, les homosexuels sont protégés, au moins en termes réglementaires, contre les discriminations. Un grand nombre d'entreprises donnent à leurs collaborateurs homosexuels qui vivent en concubinage de longue durée les mêmes avantages financiers qu'aux collaborateurs mariés. Dans le Massachusetts, les couples homosexuels peuvent se marier ; dans une série d'autres États, il existe des lois qui confèrent aux couples homosexuels sous certaines conditions un statut juridique proche de celui des couples mariés. Dans certains États, les couples homosexuels ont le droit d'adopter des enfants ou d'en avoir la tutelle. Nombre de législatures d'États étudient actuellement des propositions de lois, qui pourraient ancrer plus profondément l'équivalence juridique entre couples homosexuels et couples mariés. Des sondages sur le mariage entre personnes de même sexe donnent en 2009 37 % pour et 54 % contre, puis en 2010 42 % pour et 48 % contre.
En novembre 2022, une tuerie homophobe fait cinq morts dans le Colorado.
En 2025, les références transgenres du site web du Stonewall National Monument sont supprimées ; l’abréviation LGBTQ+ est réduite à LGB, à la suite des prises de position du président Donald Trump. Vivian Jenna Wilson, fille d'Elon Musk, critique cette décision, considérant que c'est un effacement de l’histoire queer.
En juin 2025, la cour suprême de l'État associé de Porto Rico autorise désormais les personnes non binaires et non conformes au genre de sélectionner « X » comme marqueur de genre, sur leurs certificats de naissance.

## Instituts et problèmes de recherche
La plus importante bibliothèque sur ce thème est la New York Public Library. Des collections documentaires importantes peuvent aussi être trouvées au Bisexual Resource Center à Boston, à la Lesbian Herstory Archives à New York City, à la bibliothèque de l'Université Cornell à Ithaca, New York, à la Gerber/Hart Library de Chicago, au James C. Hormel Gay & Lesbian Center de la Bibliothèque publique de San Francisco, aux One National Gay & Lesbian Archives à Los Angeles et aux June L. Mazer Lesbian Archives à West Hollywood. Après que des universités américaines comme la C.S.U. Sacramento ont établi dès 1972 les premiers programmes d'études LGBT, naît en 1991 dans l'Université de la ville de New York le premier institut de recherche à l'échelle de la nation sur l'histoire, la culture et la politique homosexuelles, le Center for Lesbian and Gay Studies (en) (CLAGS – Centre d'études homosexuelles). Au XXIe siècle, de nombreuses institutions d'études supérieures introduisent la filière LGBT, parmi lesquelles par exemple : l'Université Yale, les Hobart and William Smith Colleges à Geneva, New York, l'Université du Maryland, l'Université Brown, l'Université de l'Illinois à Chicago, l'Université de Californie à Berkeley, l'Université d'État de San Francisco et le City College of San Francisco. L'Université de Californie à Santa Barbara comprend depuis 2006 le Michael D. Palm Center, un institut d'études et de recherches qui s'occupe avant tout des minorités sexuelles dans la défense militaire américaine.
Les historiens qui veulent étudier l'histoire des homosexuels aux États-Unis sont confrontés – comme dans d'autres pays – avec le problème que beaucoup de sources et de documents, qui pourraient être utilisés pour la reconstruction de cette histoire, ont été systématiquement détruits : d'une part par les censeurs et autres gardiens des mœurs contemporains, qui pensaient par là lutter contre l'obscénité, et d'autre part par les parents d'auteurs homosexuels, qui après leur mort ont essayé de préserver leur réputation. La suppression des matériaux pertinents pour la recherche n'est pas un phénomène de l’ère victorienne, mais s'étend loin dans le XXe siècle. C'est ainsi que dans le cas d'Horatio Alger (1832 - 1899), un auteur prolifique de romans pour la jeunesse, ce n’est qu'en 1971 qu'on a découvert des documents qui prouvent qu'Alger avait un fond homoérotique et pédophile. Encore en 1978, la South Caroliniana Library à Columbia (Caroline du Sud), essaie d'empêcher l'historien Martin Duberman de publier les lettres d'amour que le politicien important des États du Sud, Thomas Jefferson Withers (1804–1866) avait écrit à un homme. Il a été interdit au professeur d'anglais Lillian Faderman de publier dans son anthologie Chloe Plus Olivia parue en 1994, une collection de poèmes lyriques d'Edna St. Vincent Millay.
De nombreux auteurs homosexuels ont utilisé dans leurs écrits des systèmes de chiffrement élaborés. C'est ainsi que par exemple Countee Cullen, le poète majeur de la Renaissance de Harlem, n'évoquait dans ses lettres, toujours signées d'un pseudonyme, ses rapports sexuels que sous une forme codée.